# 南区 (名古屋市)
南区（みなみく）は、名古屋市を構成する16区のひとつである。

## 概要
名古屋市の南部に位置する。旧東海道（現在では愛知県道222号緑瑞穂線）沿いには、笠寺観音（笠覆寺）や笠寺一里塚などの史跡が残る。
「南区」の区名を持つ現存の行政区のうちでは最も古い。

## 地理
| 笠寺駅周辺の夕景 |  | 名古屋市営氷室荘 |
| 笠寺駅周辺の夕景 |  | 名古屋市営氷室荘 |

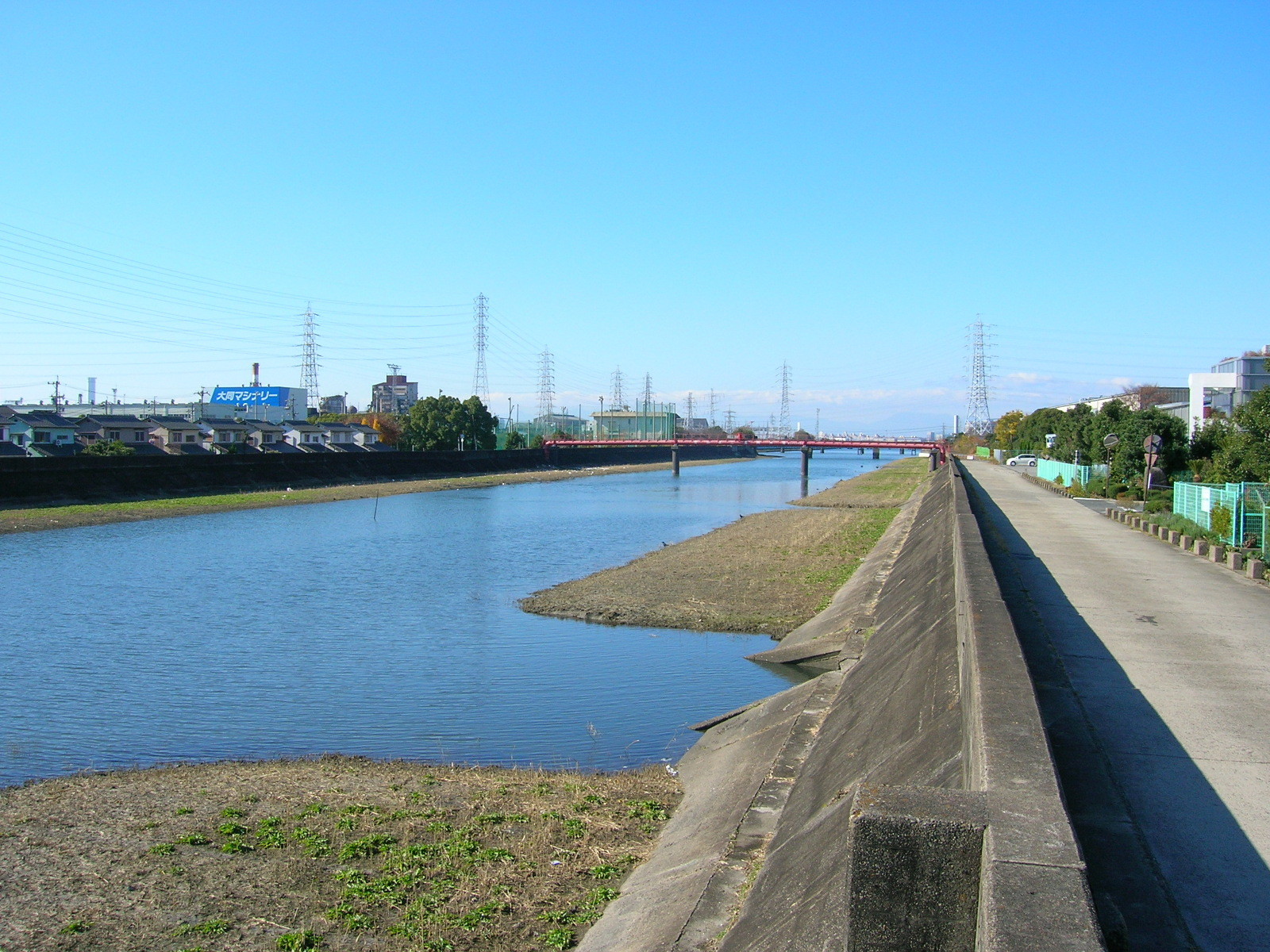
大江川

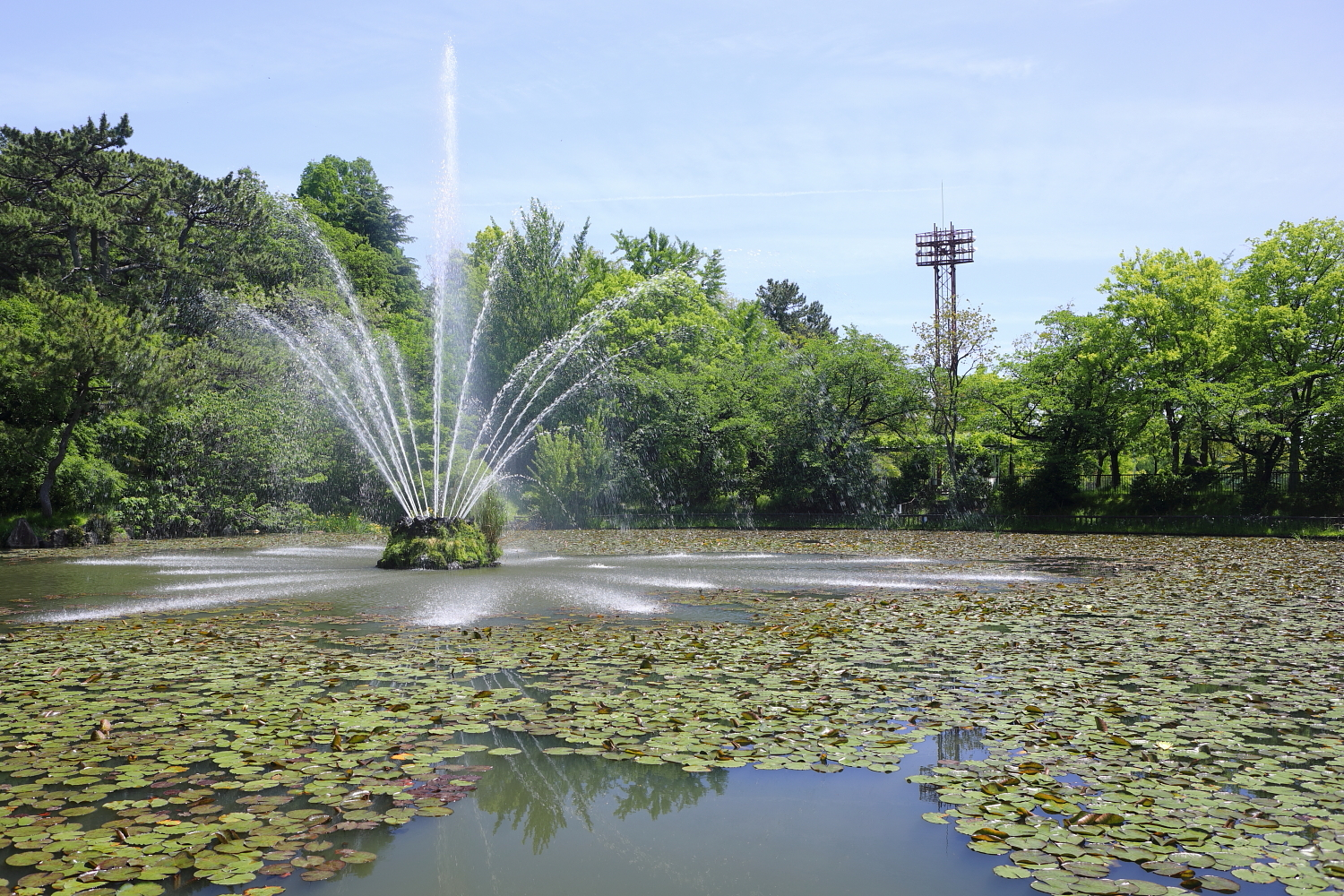
曽池

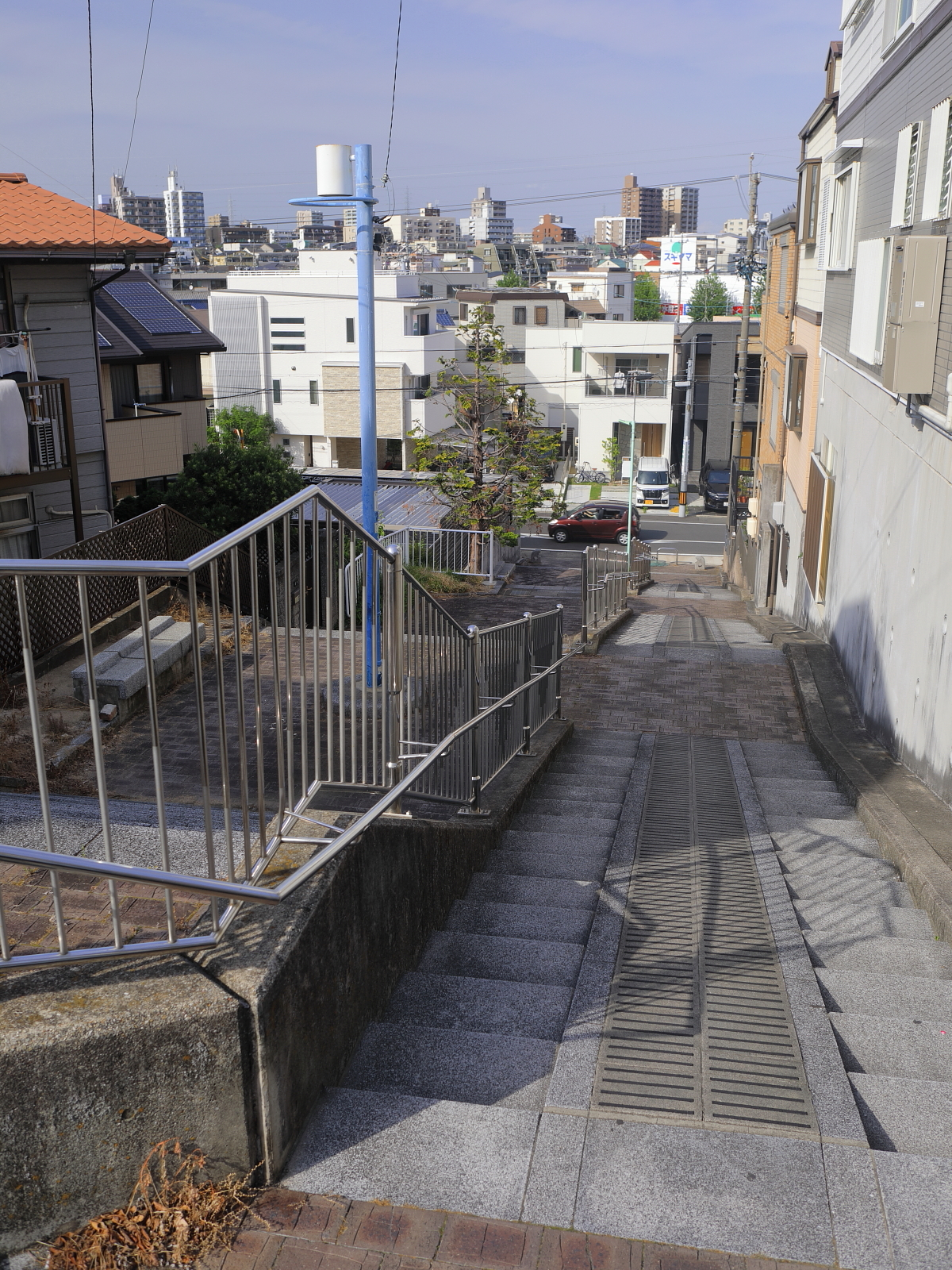
笠寺台地による坂道のある風景

国道1号を境に、東側は笠寺台地とよばれる丘陵地。西側は山崎川および天白川に沿った平坦な地形で、海抜ゼロメートル地帯が多い。

### 地形

#### 河川
主な河川
- 山崎川
- 天白川
- 大江川
- 堀川
- 新堀川

#### 湖沼
昔は湿地帯（年魚市潟など）が多く大人の身長をこえる芦などが群生し、呼びあいながら方向を確認していた名残の「呼続」なる地名や「大磯」など、現在も古来の地理にちなんだ地名が残る。
主な池
- 曽池

#### 台地
- 笠寺台地

### 人口
| 南区の人口の推移 \| 2000年（平成12年） \| 147,749人 \| \| \| 2005年（平成17年） \| 143,849人 \| \| \| 2010年（平成22年） \| 141,227人 \| \| \| 2015年（平成27年） \| 136,858人 \| \| \| 2020年（令和2年） \| 134,999人 \| \| |           |  |
| 総務省統計局 国勢調査より |           |  |
| 2000年（平成12年） | 147,749人 |  |
| 2005年（平成17年） | 143,849人 |  |
| 2010年（平成22年） | 141,227人 |  |
| 2015年（平成27年） | 136,858人 |  |
| 2020年（令和2年） | 134,999人 |  |

### 隣接自治体･行政区
名古屋市の行政区
- 港区、熱田区、瑞穂区、天白区、緑区

他の市町村
- 東海市

## 歴史

### 古代
古代では、区の東部の笠寺台地は松巨島と呼ばれる島で、街道中西部および天白川沿岸は年魚市潟（あゆちがた）とよばれる干潟であった。菅原孝標女がその干潟を通過したこともある。尾張氏が拠点とした場所のひとつといわれる。伊勢湾台風の時には松巨島に該当する地域だけが再び島となって浸水の被害を免れた。

### 中世
中世になると、製塩が盛んになる。一時期は、日本一を取ったこともあるが、瀬戸の塩の勃興を受け廃れた。鎌倉街道（陸路の上の道・海路の下の道・中の道の三本ある）が通る。織田と今川の係争地に位置していた為、織田方の水野帯刀・佐久間信盛などと今川方の山口氏の諸将がそれぞれたくさんの城を築いていた。（山崎城・山崎砦・帯刀屋敷・鳥栖城・寺部城・戸部城など）ただし現在は遺構すらほぼ壊滅状態であり、地元住民でも歴史家でもない限りそのことを知るものは少ない。なお、その頃の名残かいまだに呼続町周辺では水野家がたくさん居住しており、歴史を感じることができる。

### 近世
江戸時代は、区域のほぼすべてが尾張藩の領地であり、南野村（現・星崎）の一部が美濃今尾藩（尾張徳川家の附家老）の領地であった。中西部で新田事業が盛んに行われる。東海道が通る。

### 近代
明治時代
- 1908年（明治41年）4月1日 - 名古屋市が区制実施（4区発足）。名古屋市南区が発足する。（名前は南区であるが、現在の南区域は含まれない。）

大正時代
- 1921年（大正10年）8月22日 - 現・南区域の愛知郡呼続町および笠寺村が名古屋市南区に編入される。

### 近現代
昭和時代（戦前）
- 1937年（昭和12年）10月1日 - 名古屋市が10区制実施。南区から熱田区・中川区・港区・昭和区（一部）が分区。現在の南区が形成される。

昭和時代（戦後）
- 1959年（昭和34年） - 伊勢湾台風による甚大な被害を受ける。

### 現代
平成時代
- 1994年（平成6年）3月30日 - 地下鉄桜通線が野並駅まで開通し、南区内に初めて地下鉄の駅が設置される（桜本町駅、鶴里駅）。

## 出先機関・施設

### 国家機関

#### 厚生労働省
日本年金機構
- 笠寺年金事務所

#### 国土交通省
- 中部地方整備局名古屋港湾空港技術調査事務所

### 施設

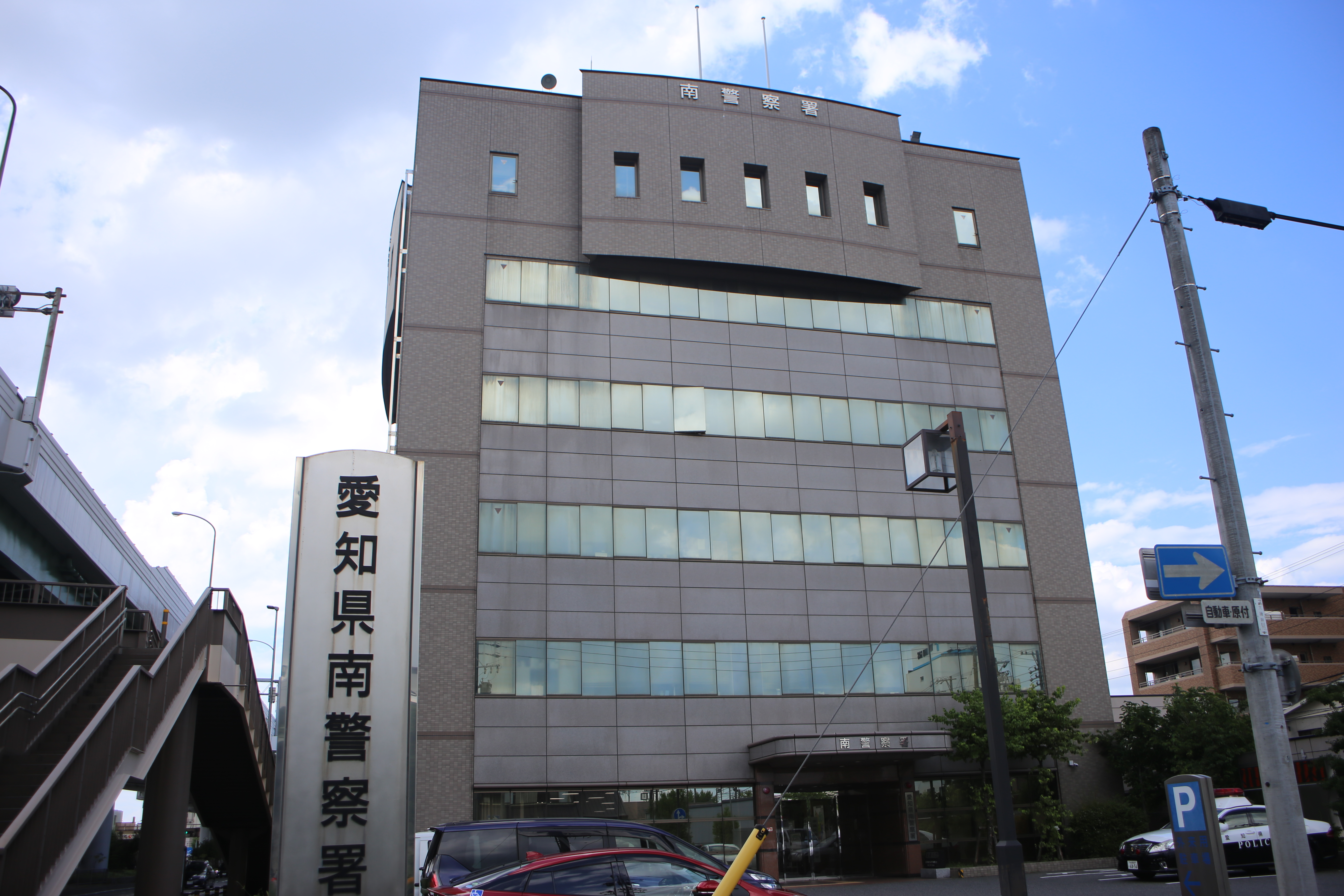
愛知県南警察署

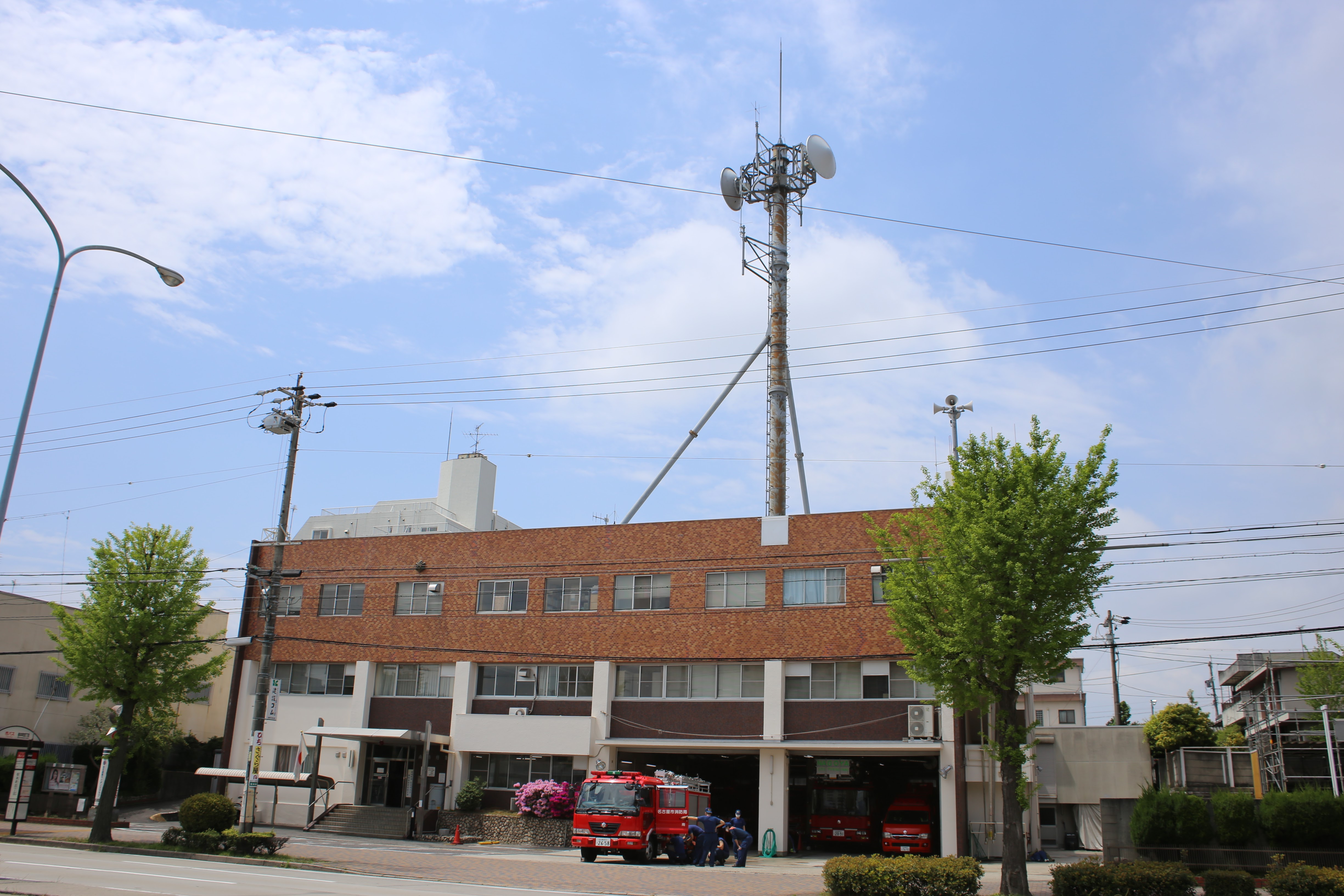
名古屋市南消防署

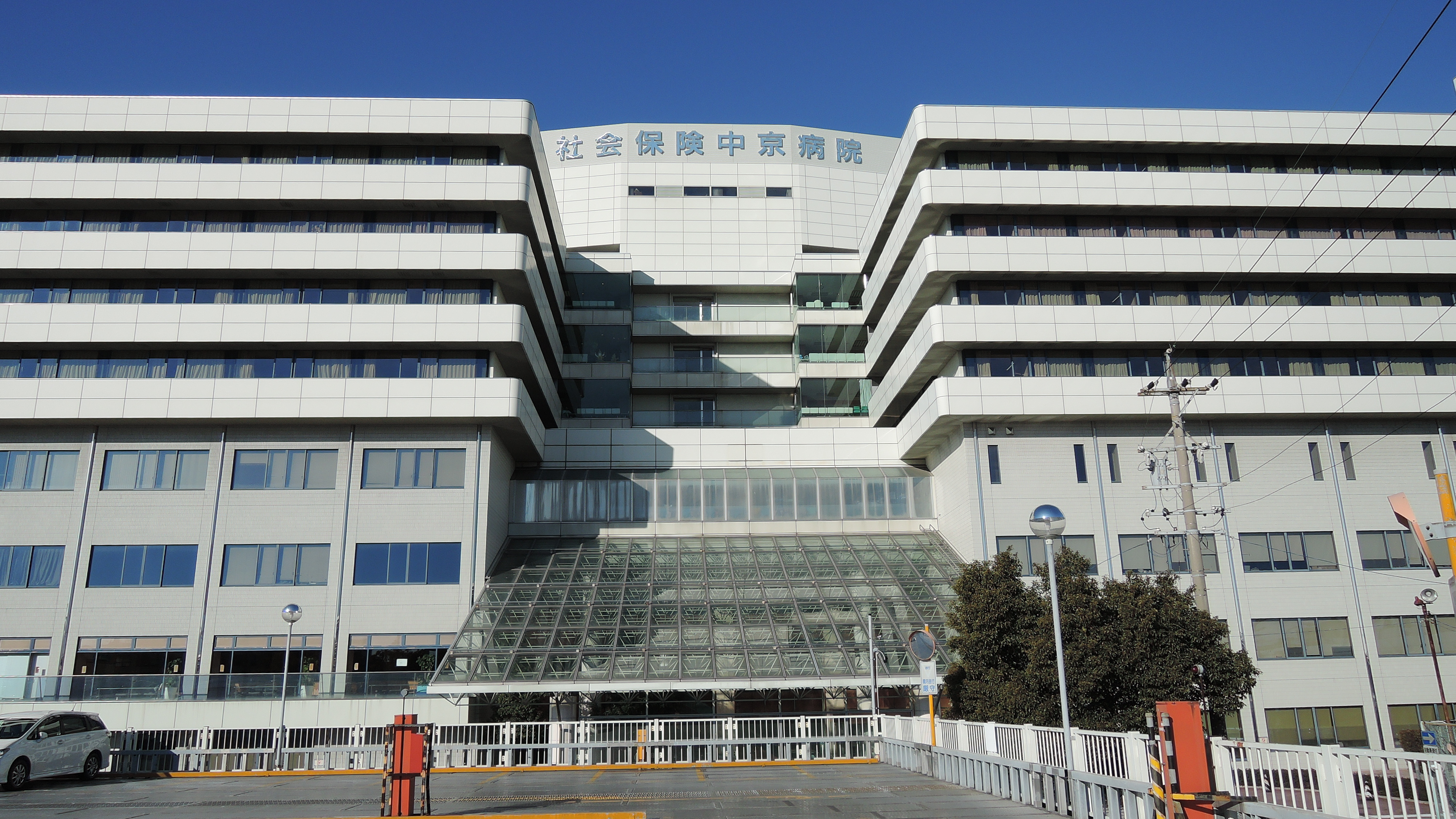
JCHO中京病院

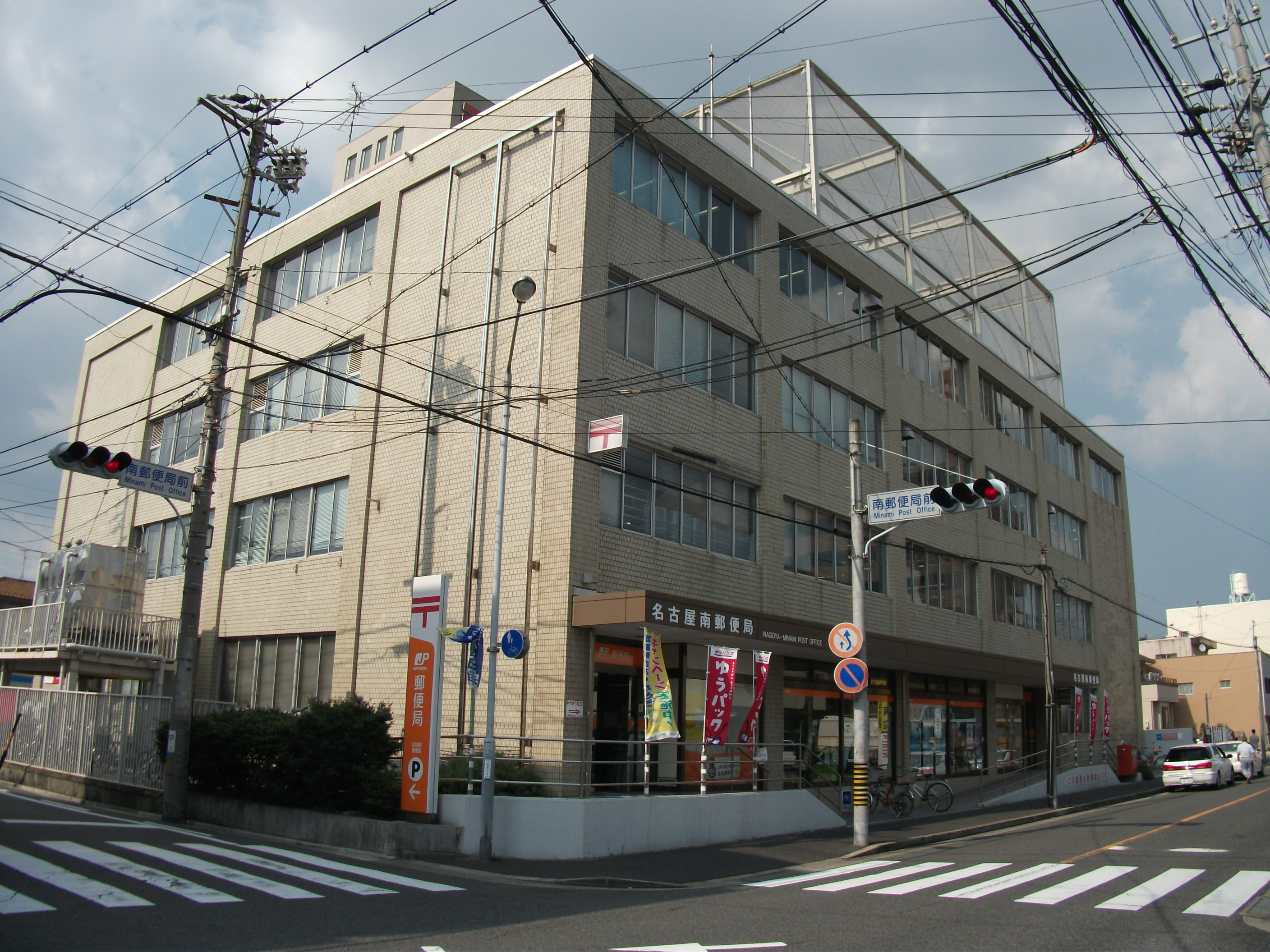
名古屋南郵便局

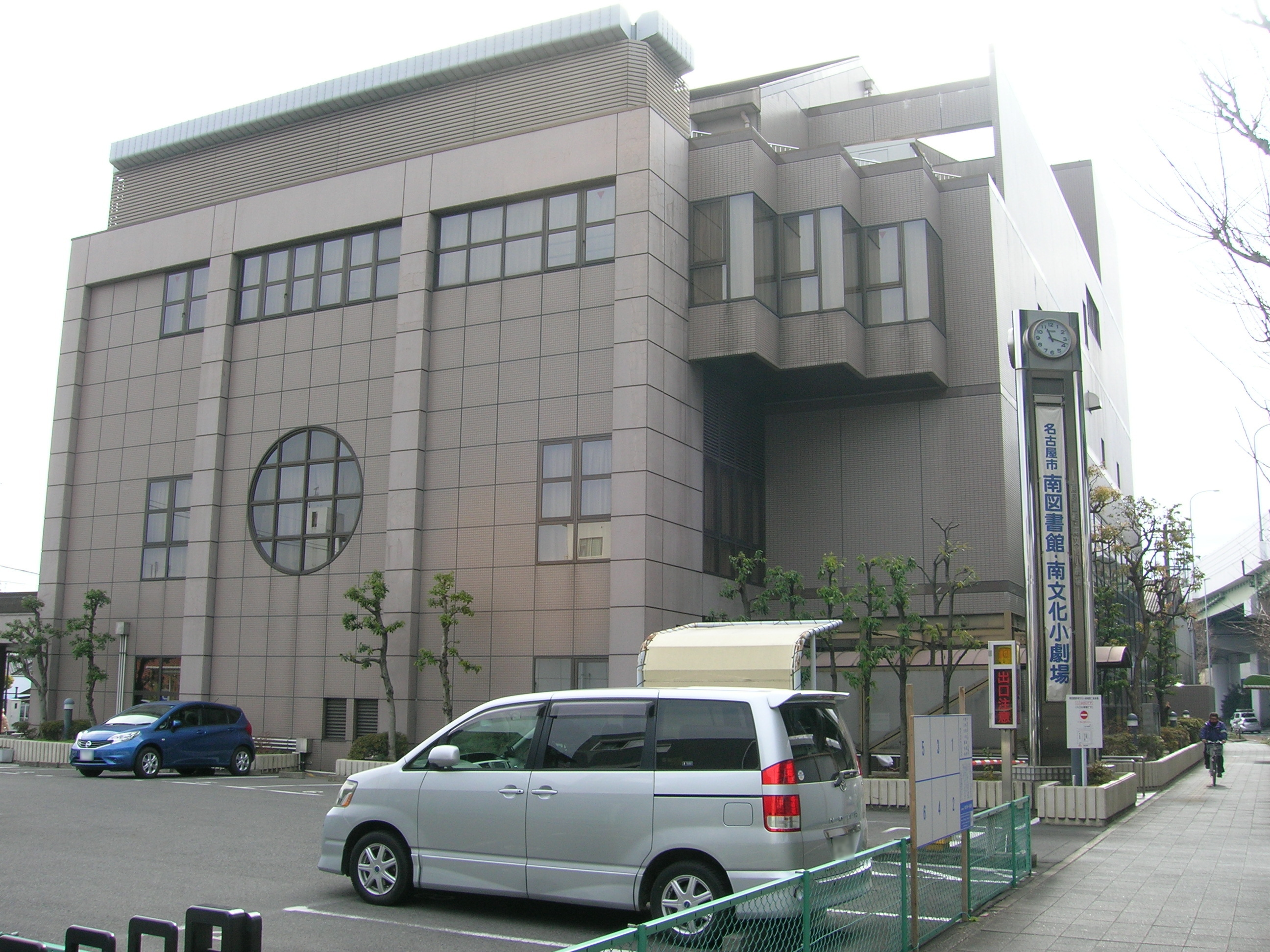
名古屋市南図書館

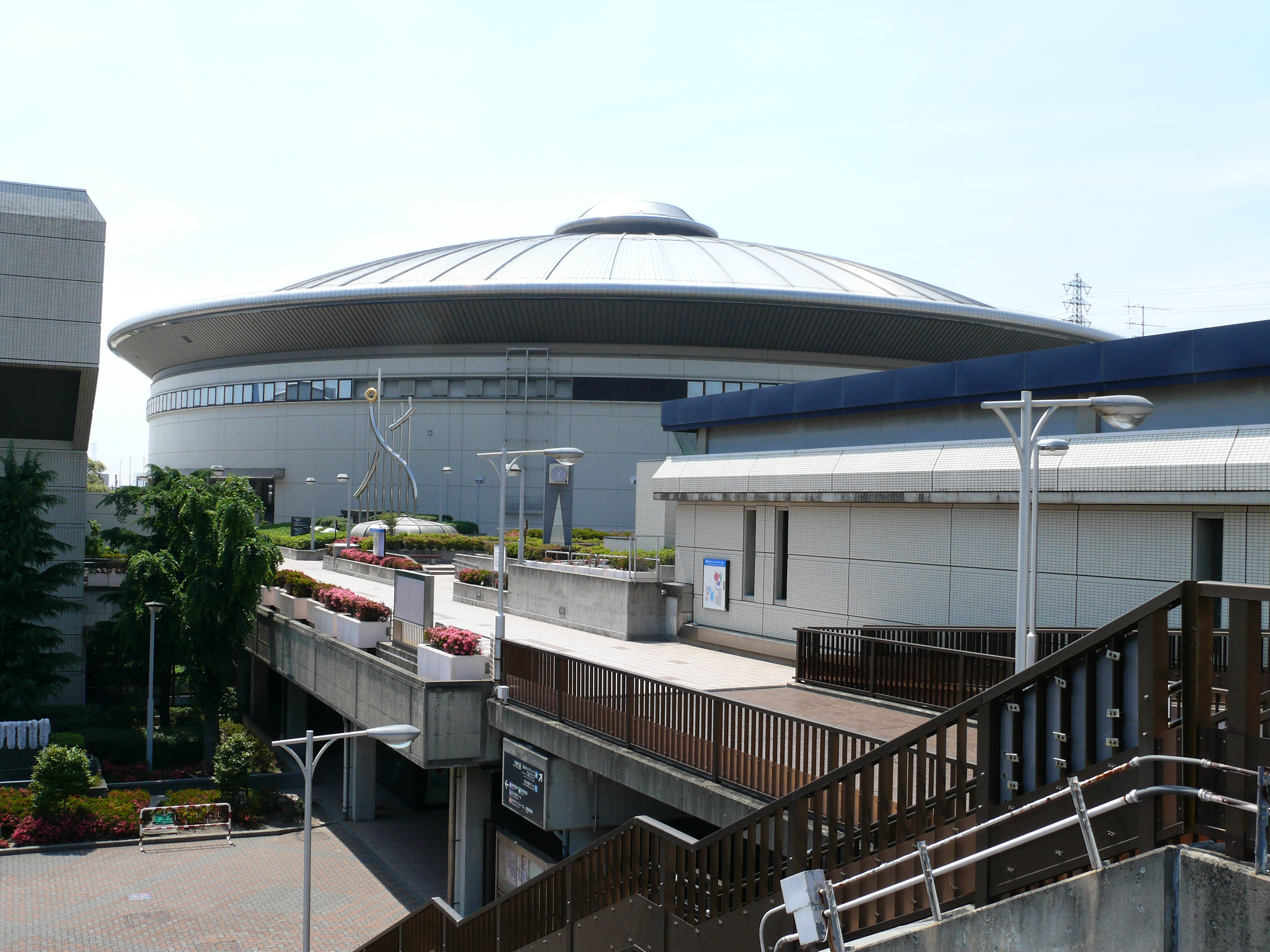
日本ガイシホール

#### 警察
警察署
- 愛知県南警察署

関係施設
- 愛知県警察名古屋交通反則通告センター

交番
- 桜交番（鳥栖1丁目）
- 笠寺交番（笠寺町）
- 本星崎交番（本地通4丁目）
- 鳴尾交番（星崎1丁目）
- 白水交番（柴田本通4丁目）
- 宝交番（中割町3丁目）
- 道徳交番（道徳通2丁目）
- 内田橋交番（内田橋1丁目）
- 明治交番（内田橋2丁目）
- 薬師通交番（岩戸町）

#### 消防
消防署
- 名古屋市南消防署

出張所
- 道徳出張所（泉楽通1-8）
- 大同出張所（大同町3-4-2）
- 大江出張所（加福本通1-11）
- 星崎出張所（鳴尾1-79）

#### 医療・福祉
主な病院
- 地域医療機能推進機構中京病院
- 笠寺病院（消化器内視鏡センター）
- 大同病院（総合・救急病院）・だいどうクリニック（専門外来・外来化学療法センター）

#### 郵便局
主な郵便局
- 名古屋南郵便局

#### 文化施設
図書館
- 名古屋市南図書館

劇場
- 名古屋市南文化小劇場

#### 運動施設
体育館
- 名古屋市総合体育館（日本ガイシ スポーツプラザ）

## 対外関係

### 国際機関

#### 領事館
名誉総領事館
- 在名古屋フィリピン共和国名誉総領事館

## 経済

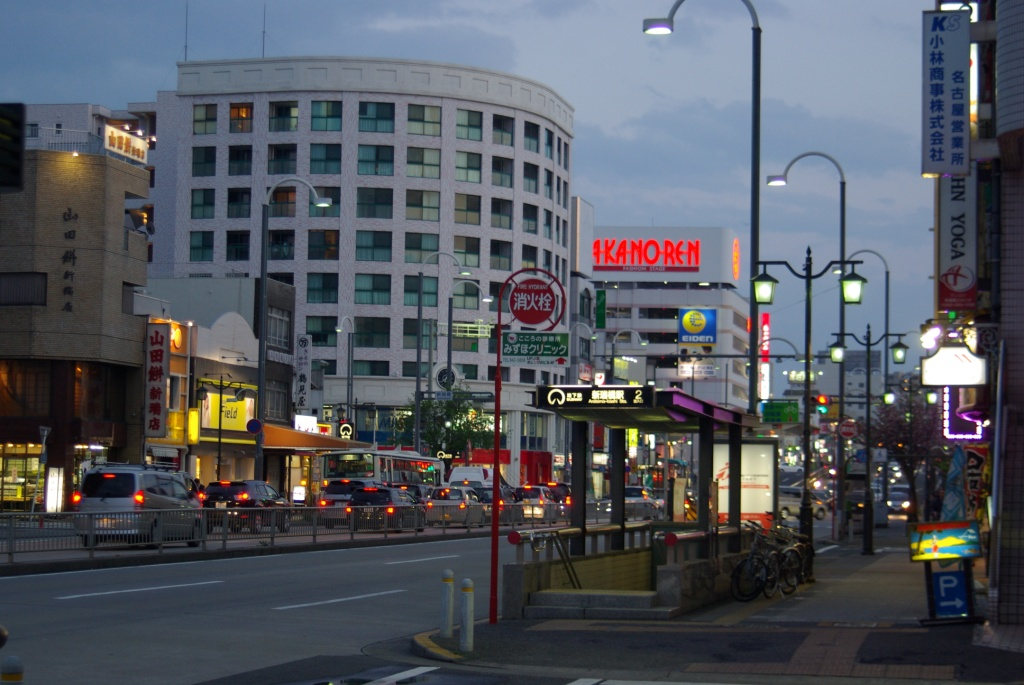
名古屋市南部の繁華街「新瑞」

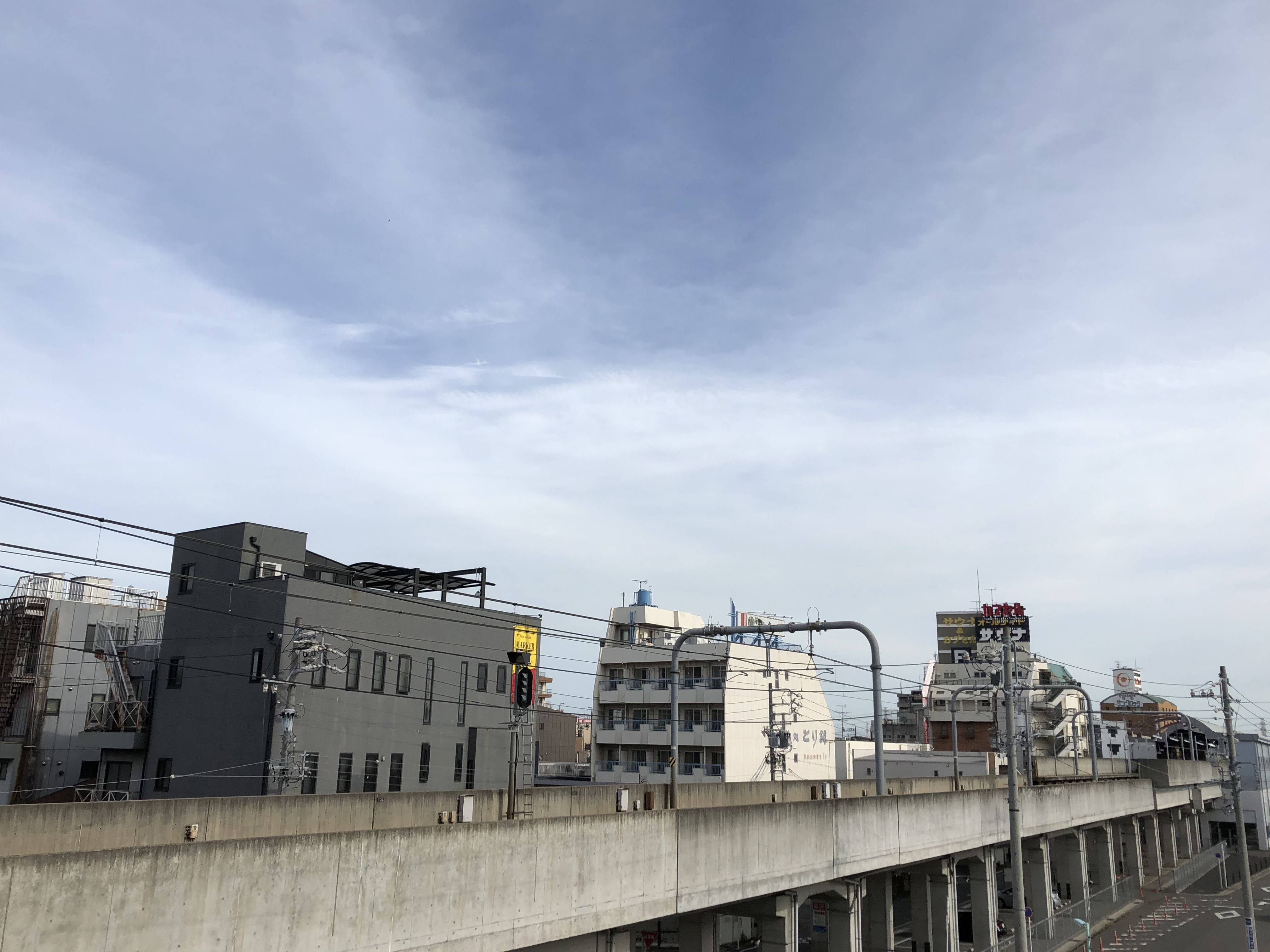
柴田のネオン街

### 第一次産業

#### 水産業
古代から海産業が中心だった。特に中世からは前浜塩と呼ばれる製塩業が盛んに行われ、塩付街道を経て美濃や信濃などの内陸部へ運ばれていた。江戸時代に新田開拓が進むにつれ製塩業は衰退。明治ごろには海苔や魚の養殖が盛んになり、愛知海苔（あゆち海苔）の中心生産地となる。愛知海苔は昭和の一時期には有明海を超える産出量を誇っていた。しかし1959年の伊勢湾台風により地元産業は壊滅的な打撃を受け、海産業も衰退。それに代わって各種工業が進出し、工場地帯を形勢することになる。

### 第二次産業

#### 工業
伊勢湾台風以降は中西部を中心に、鉄鋼・金属・機械・化学などの工場地帯として発展している。概して中小企業が多く町工場と住宅地、商業地が混在した典型的な大都市圏の下町地区である。長く三菱関連の工場によって区の経済は支えられているような状態であったが、2000年に三菱自動車工業大江工場が閉鎖。周囲の下請け・孫請けの工場は少なからず影響を受けた。以降南区の工業は比較的低調で、人口も減少傾向が続いている。2005年に行われた国勢調査では2000年と比較して2.7%減少(約4,000人減少)となった。

### 第三次産業
瑞穂区との区境に位置する、名古屋南部の繁華街「新瑞」界隈を中心に商業が発展している。笠寺観音の門前町として商店街も形成されている。また、柴田駅近くにネオン街がある。

#### 商業
繁華街・歓楽街
- 新瑞
- 柴田

主な商業施設

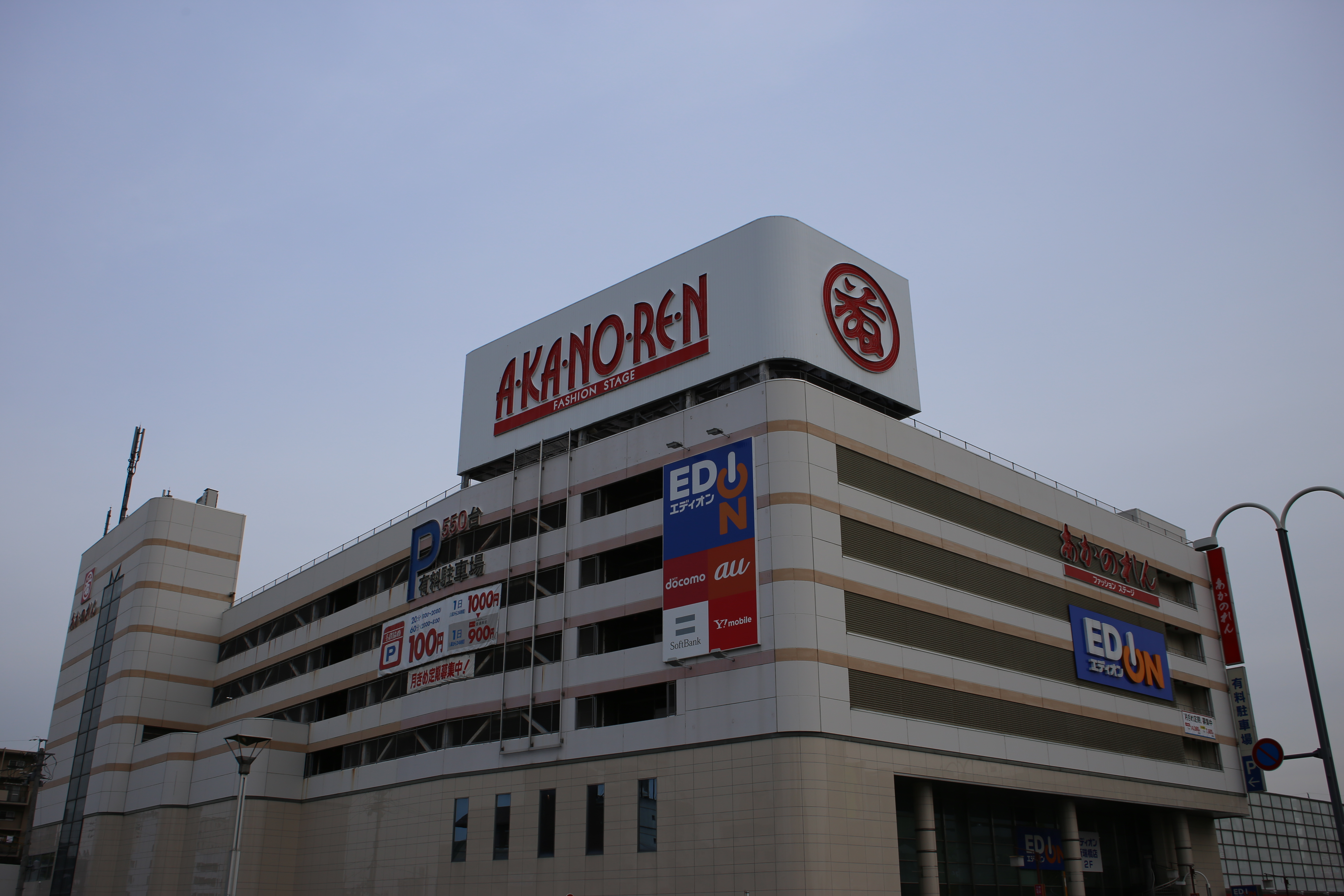
あかのれん
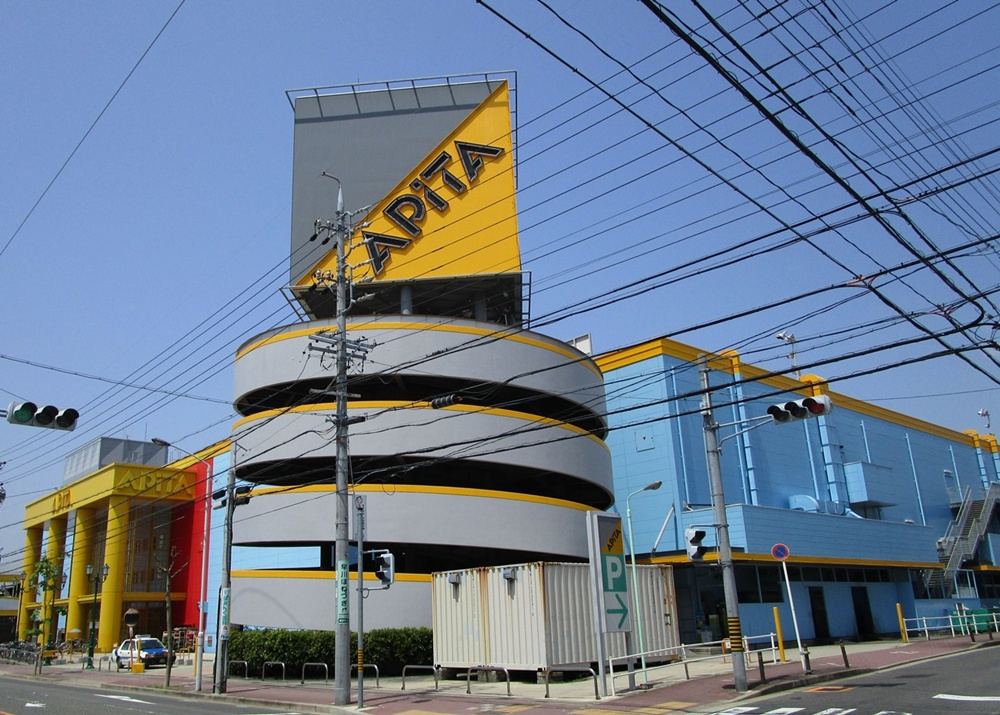
アピタ名古屋南店
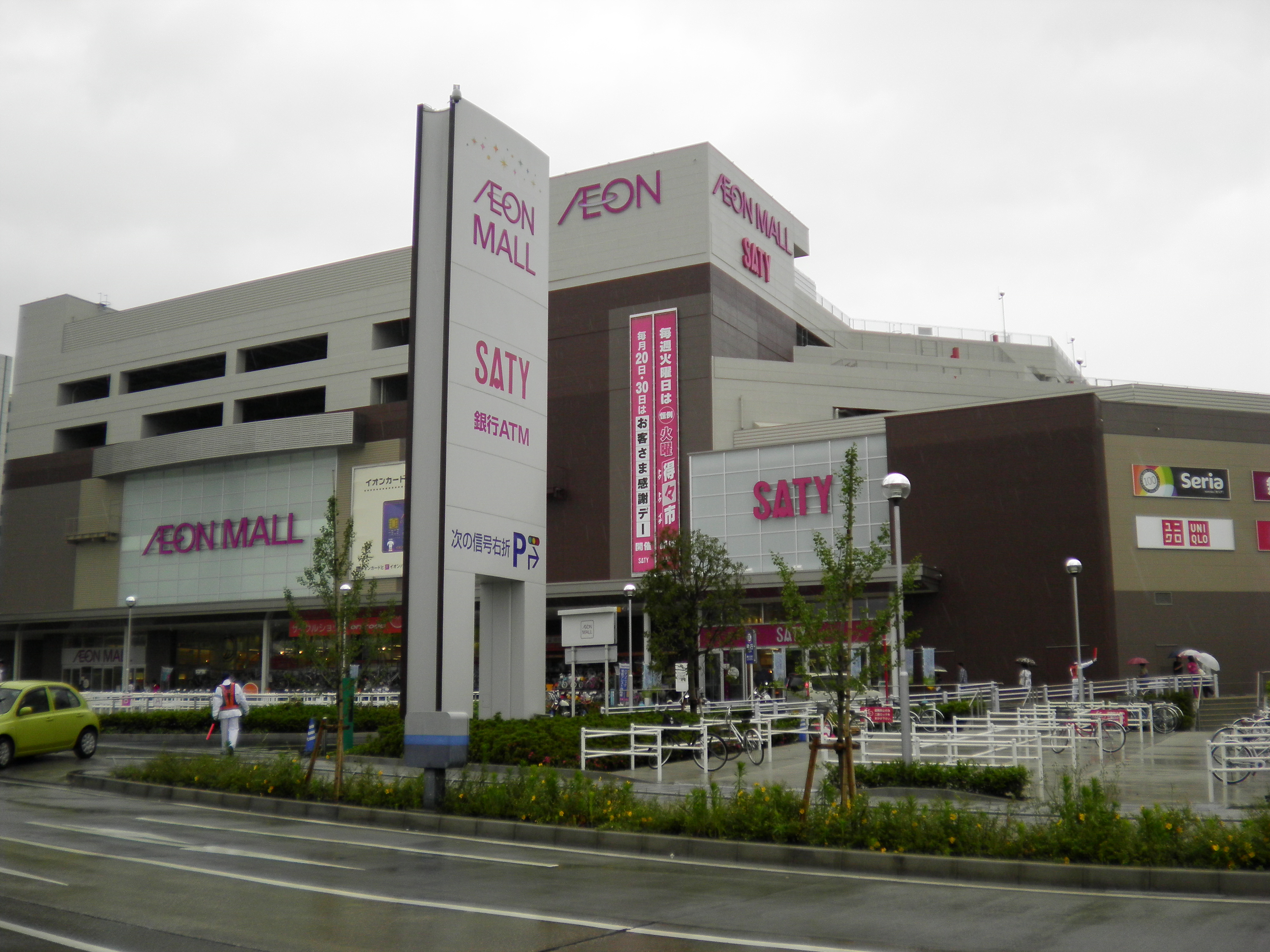
イオンモール新瑞橋
- エディオン柴田店
- ドン・キホーテ名四丹後通店
- MEGAドン・キホーテUNYアラタマ店
- ピアゴ ラ フーズコア柴田店

- あかのれん新瑞橋店
- アピタ名古屋南店
- イオンモール新瑞橋

### 本社を置く主な企業
上場企業
- テクノホライゾン

## 教育・研究機関

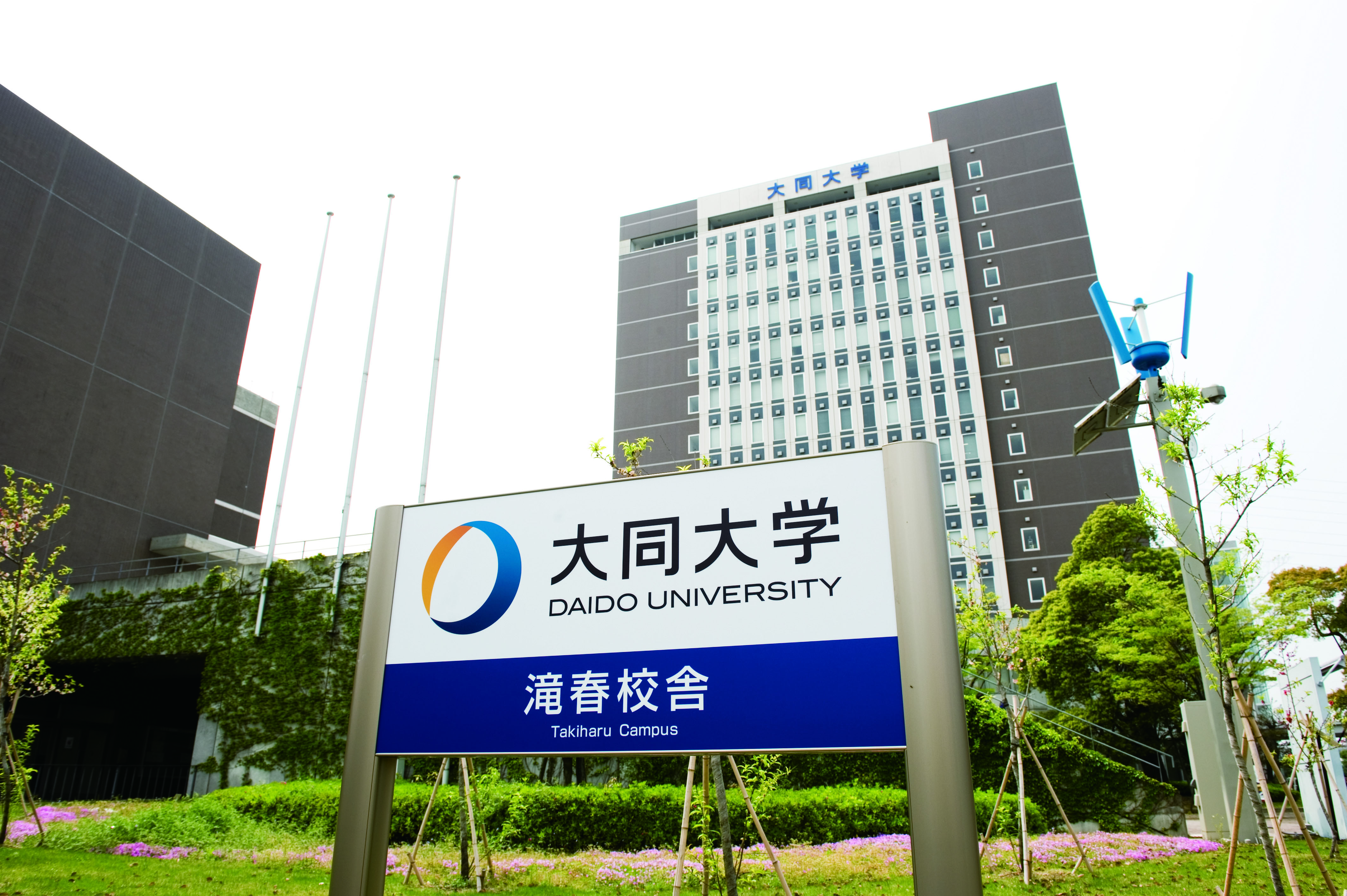
大同大学

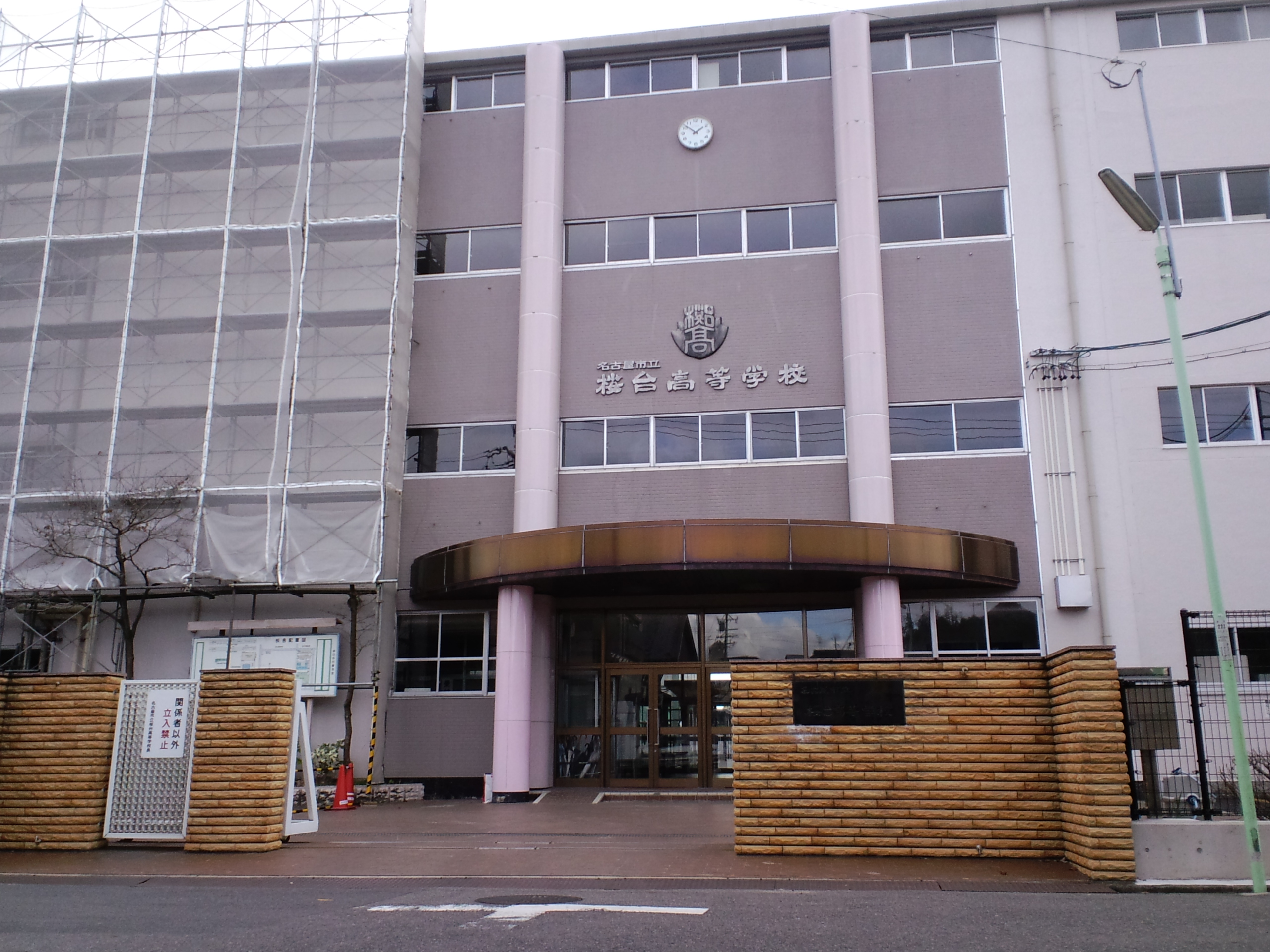
名古屋市立桜台高等学校

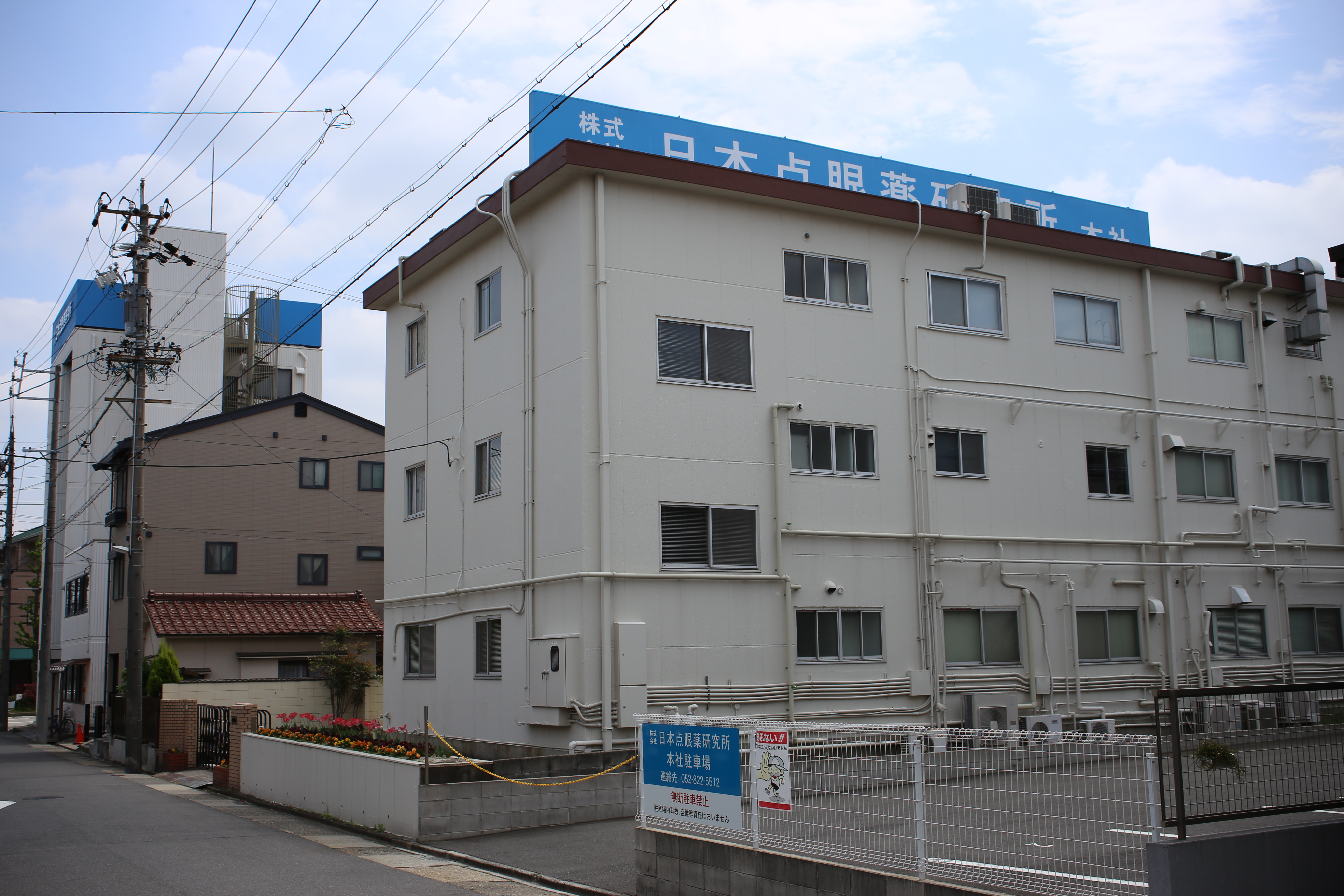
ロートニッテン

### 大学
私立
- 大同大学

### 高等学校
県立
- 愛知県立名古屋南高等学校
- 愛知県立名古屋工科高等学校

市立
- 名古屋市立桜台高等学校

私立
- 大同学園 大同大学大同高等学校

### 中学校
市立
- 名古屋市立本城中学校
- 名古屋市立新郊中学校
- 名古屋市立桜田中学校
- 名古屋市立大江中学校
- 名古屋市立名南中学校
- 名古屋市立南光中学校
- 名古屋市立明豊中学校

### 小学校
市立

| - 名古屋市立豊田小学校 - 名古屋市立明治小学校 - 名古屋市立呼続小学校 - 名古屋市立白水小学校 - 名古屋市立桜小学校 - 名古屋市立道徳小学校 | - 名古屋市立笠寺小学校 - 名古屋市立大生小学校 - 名古屋市立大磯小学校 - 名古屋市立千鳥小学校 - 名古屋市立菊住小学校 - 名古屋市立宝小学校 | - 名古屋市立宝南小学校 - 名古屋市立柴田小学校 - 名古屋市立伝馬小学校 - 名古屋市立星崎小学校 - 名古屋市立春日野小学校 - 名古屋市立笠東小学校 |

### 特別支援学校
市立
- 名古屋市立南特別支援学校分校

### その他の教育施設
- 名古屋クッキングスクール

### 研究機関
- 日本点眼薬研究所
- 名古屋市環境科学調査センター

## 交通

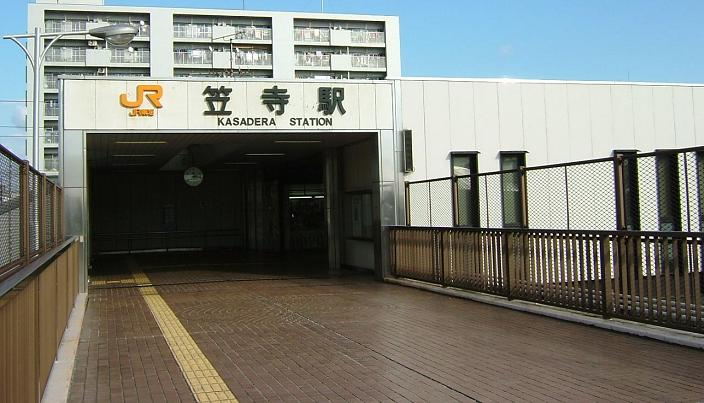
笠寺駅

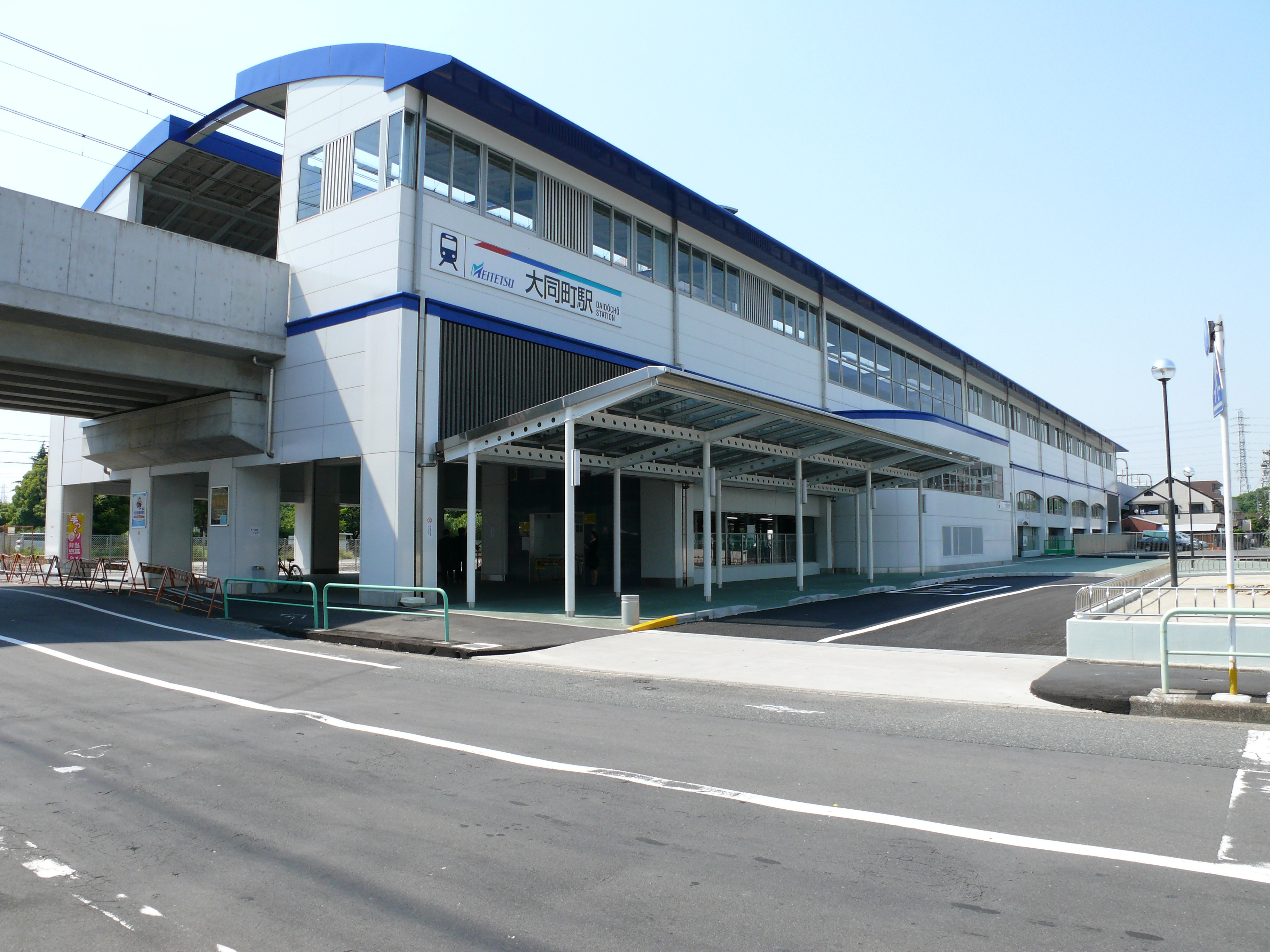
大同町駅

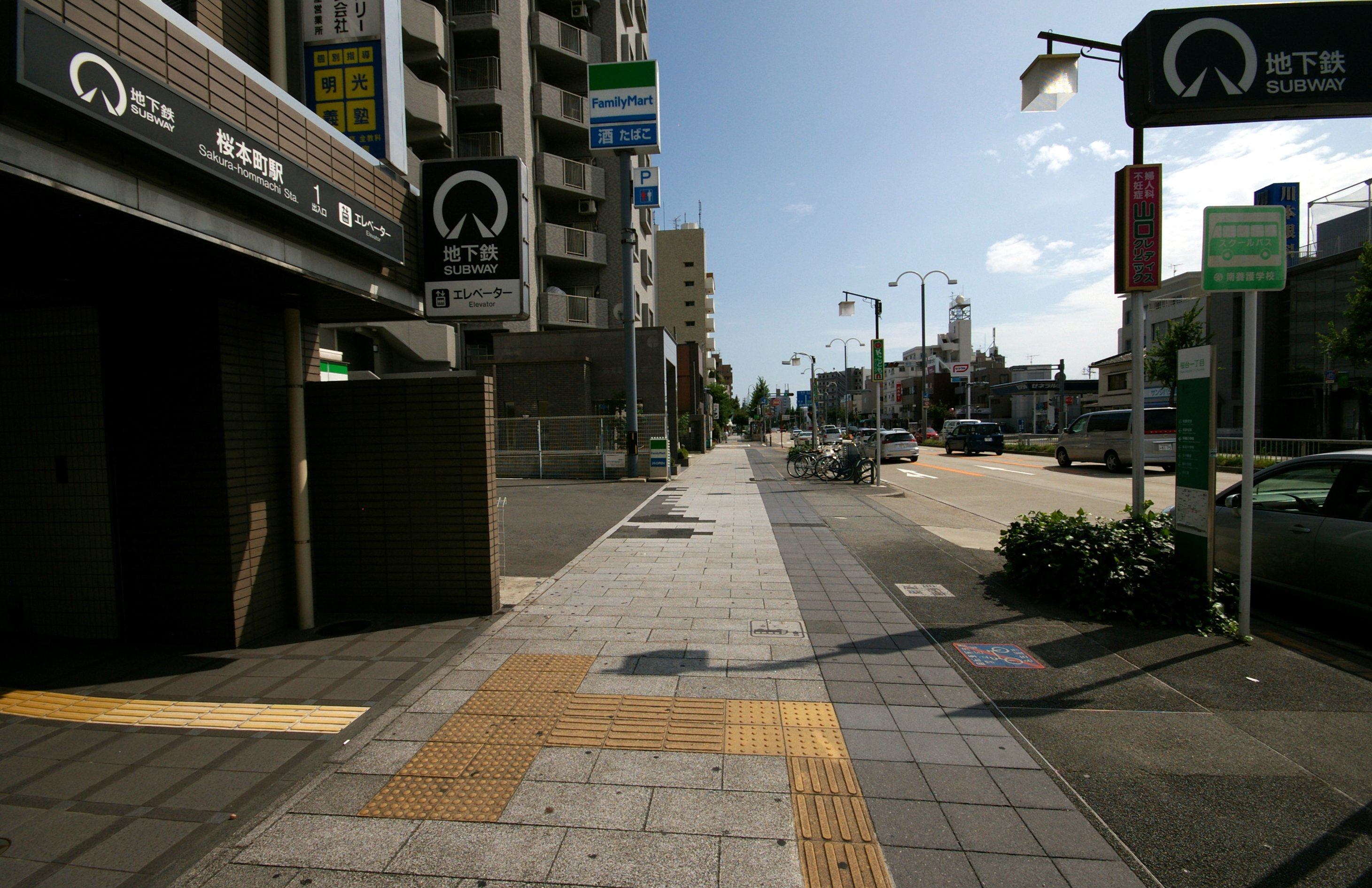
桜本町駅

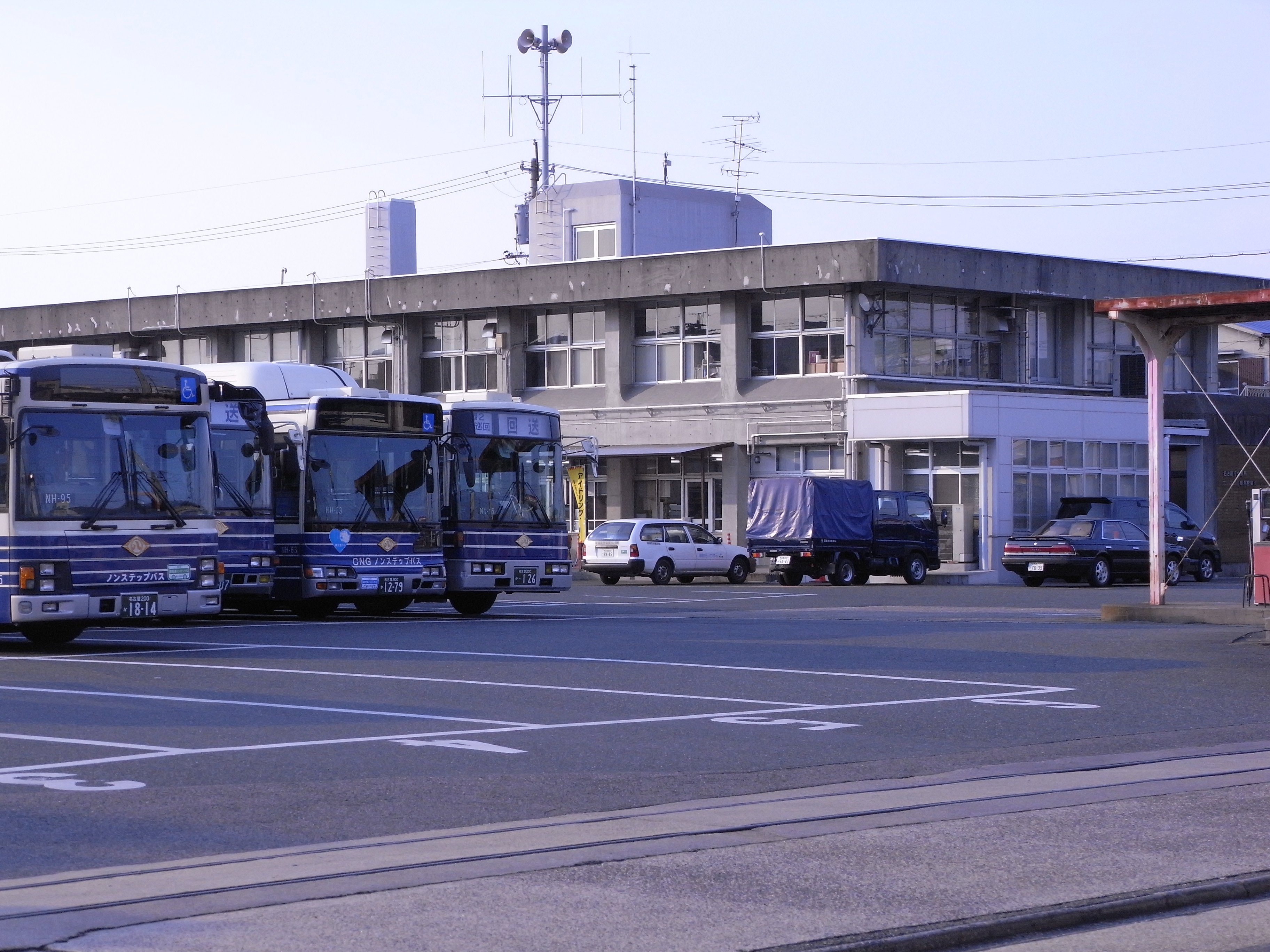
名古屋市営バス鳴尾営業所

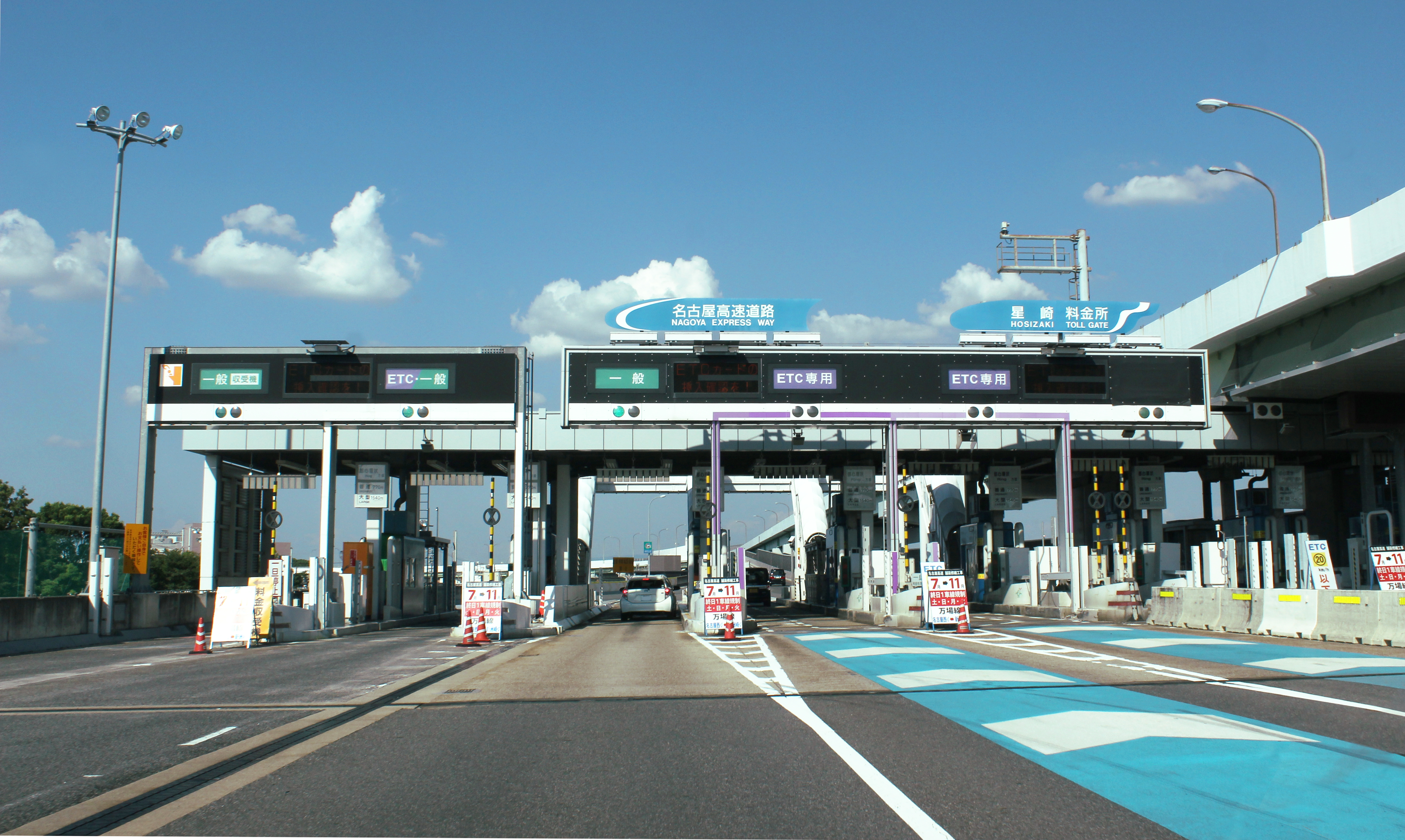
名古屋高速3号大高線星崎本線料金所

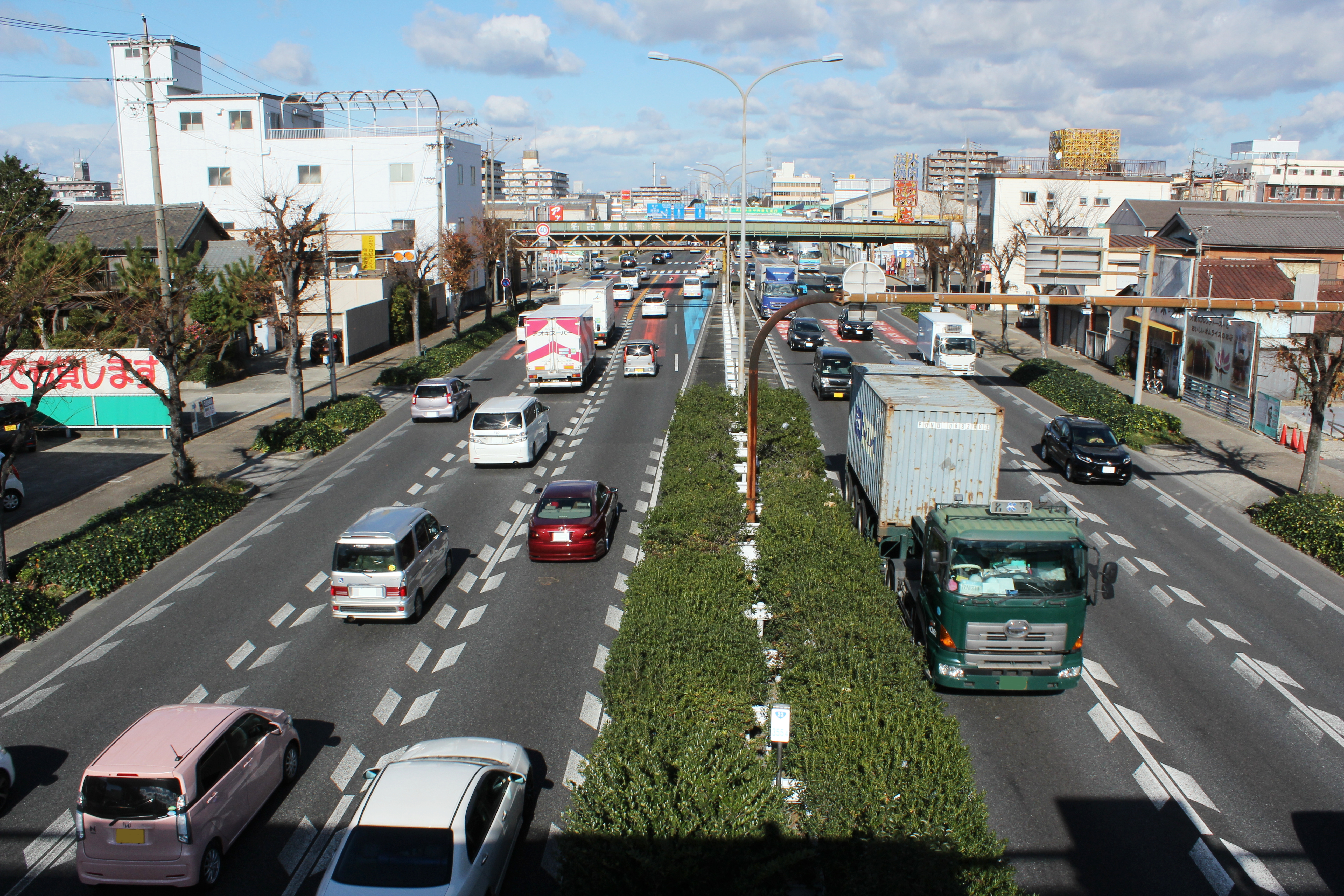
国道23号線

### 鉄道
区内にはJR東海道本線と名鉄2路線がほぼ南北に貫通しており、1994年に桜通線が開通するまでは地下鉄路線がなかった。東西に貫通する鉄道路線は存在しない。
区の明確な中心駅はなく、JR笠寺駅、名鉄本笠寺駅、名鉄大江駅、地下鉄桜本町駅などに利用がほぼ分散している。
この他、区域から徒歩圏内の駅として地下鉄新瑞橋駅、妙音通駅がある。区役所はJR笠寺駅と名鉄本笠寺駅のほぼ中間に位置する。
東海旅客鉄道（JR東海）
■ 東海道本線：笠寺駅
- このほか、東海道新幹線も区内を通っているが駅はない。

名古屋鉄道（名鉄）
■ 名古屋本線：呼続駅 - 桜駅 - 本笠寺駅 - 本星崎駅
■ 常滑線：豊田本町駅 - 道徳駅 - 大江駅 - 大同町駅 - 柴田駅
■ 築港線：大江駅
名古屋市交通局（名古屋市営地下鉄）
■ 桜通線：桜本町駅 - 鶴里駅
名古屋臨海鉄道（貨物営業のみ）
東港線

### バス

#### 路線バス
- 名古屋市営バス

#### 営業所
- 名古屋市営バス鳴尾営業所

### 道路

#### 高速道路
名古屋高速道路
- 3号大高線：（瑞穂区）呼続出入口 - 笠寺出入口 - 星崎TB - 星崎入口 -（緑区）

#### 国道
- 国道1号
- 国道23号（名四国道）
- 国道247号

#### 県道
主要地方道
- 愛知県道36号諸輪名古屋線
- 愛知県道55号名古屋半田線（環状線の一部）

一般県道
- 愛知県道222号緑瑞穂線
- 愛知県道223号笠寺星崎線
- 愛知県道225号名古屋東港線

#### 幹線道路の道路通称名
＜南北の道路＞
- 名四国道
- 環状線

＜東西の道路＞
- 東海通

## 観光

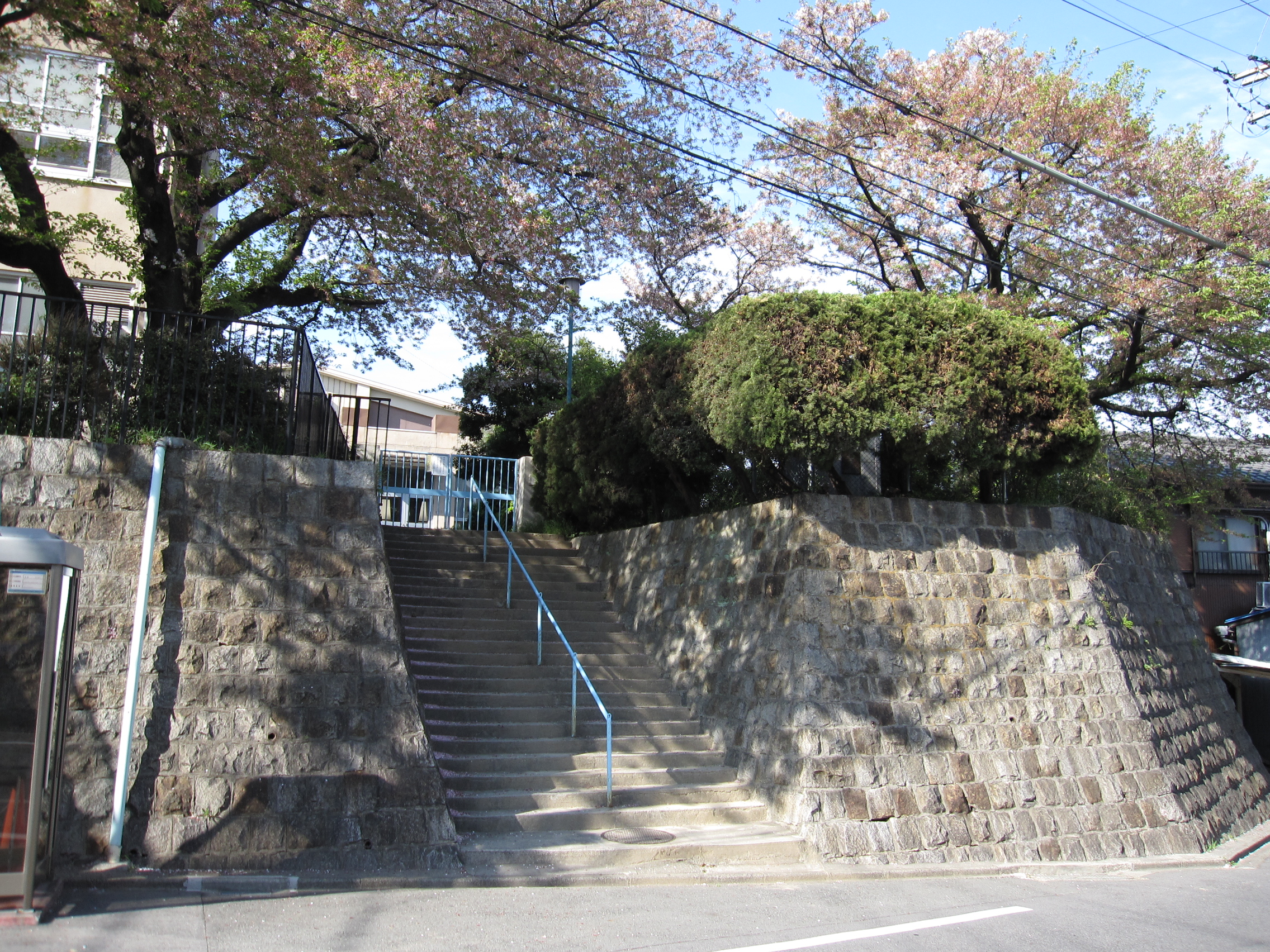
星崎城

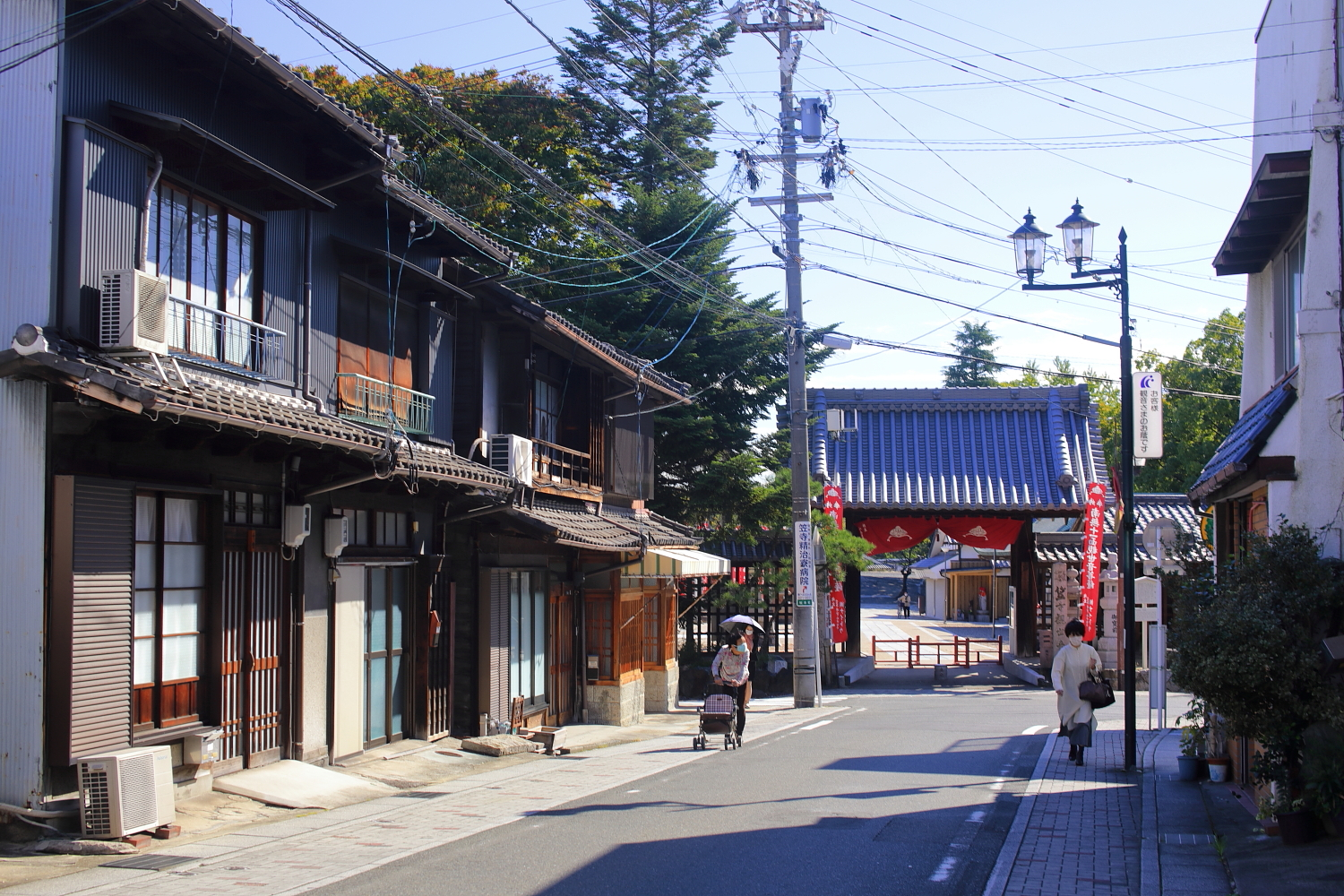
笠寺観音門前町

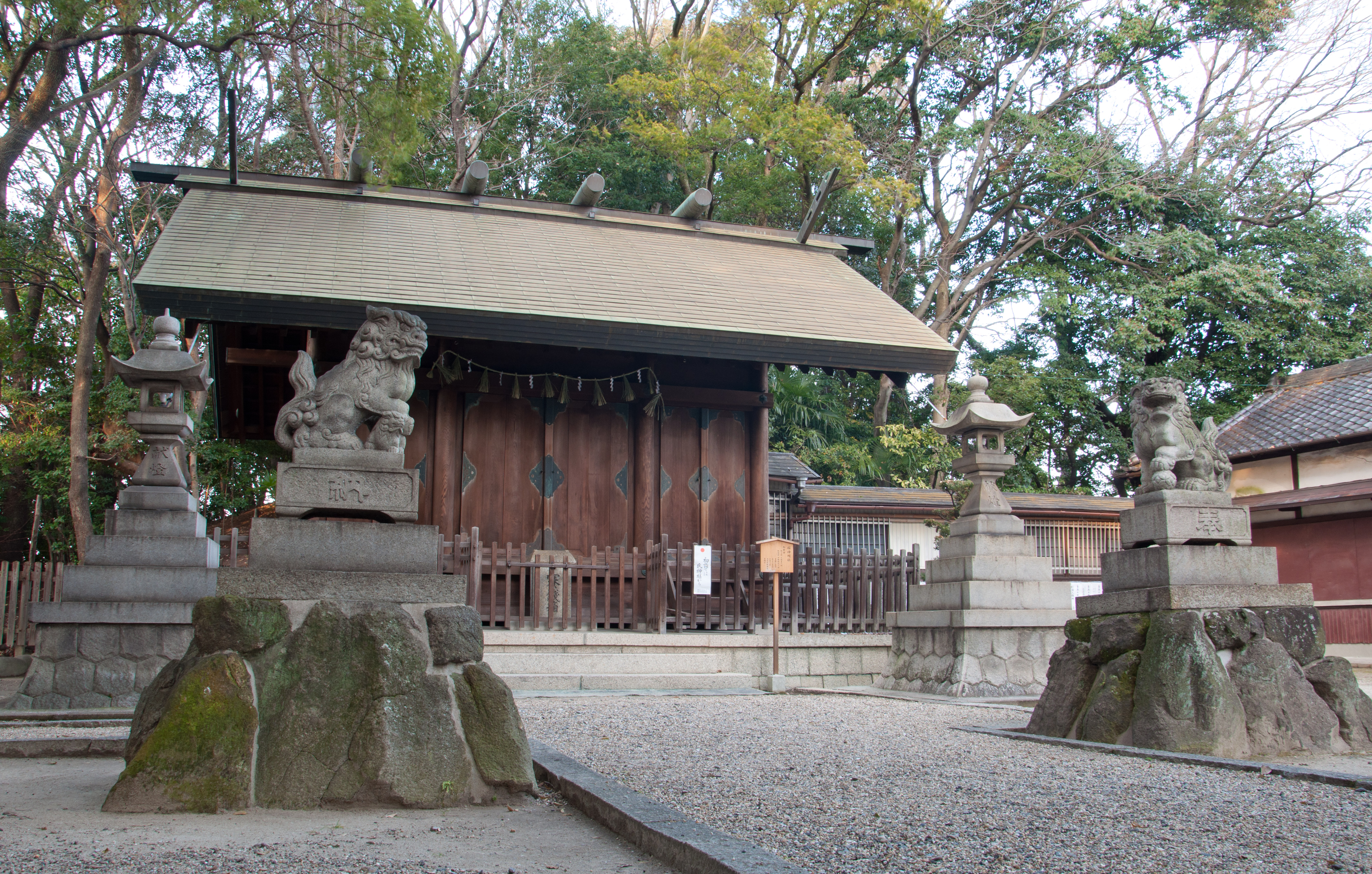
桜神明社

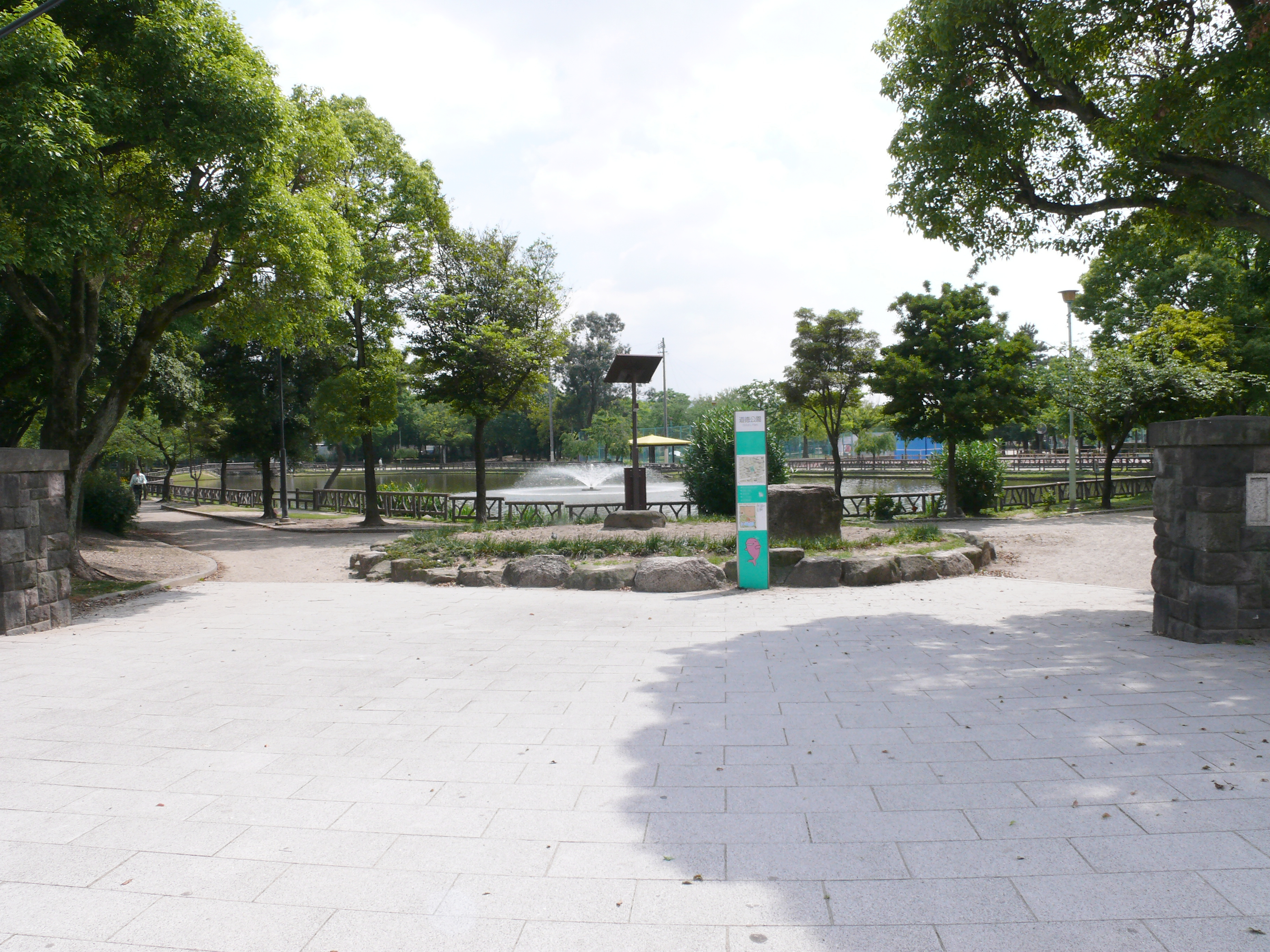
道徳公園

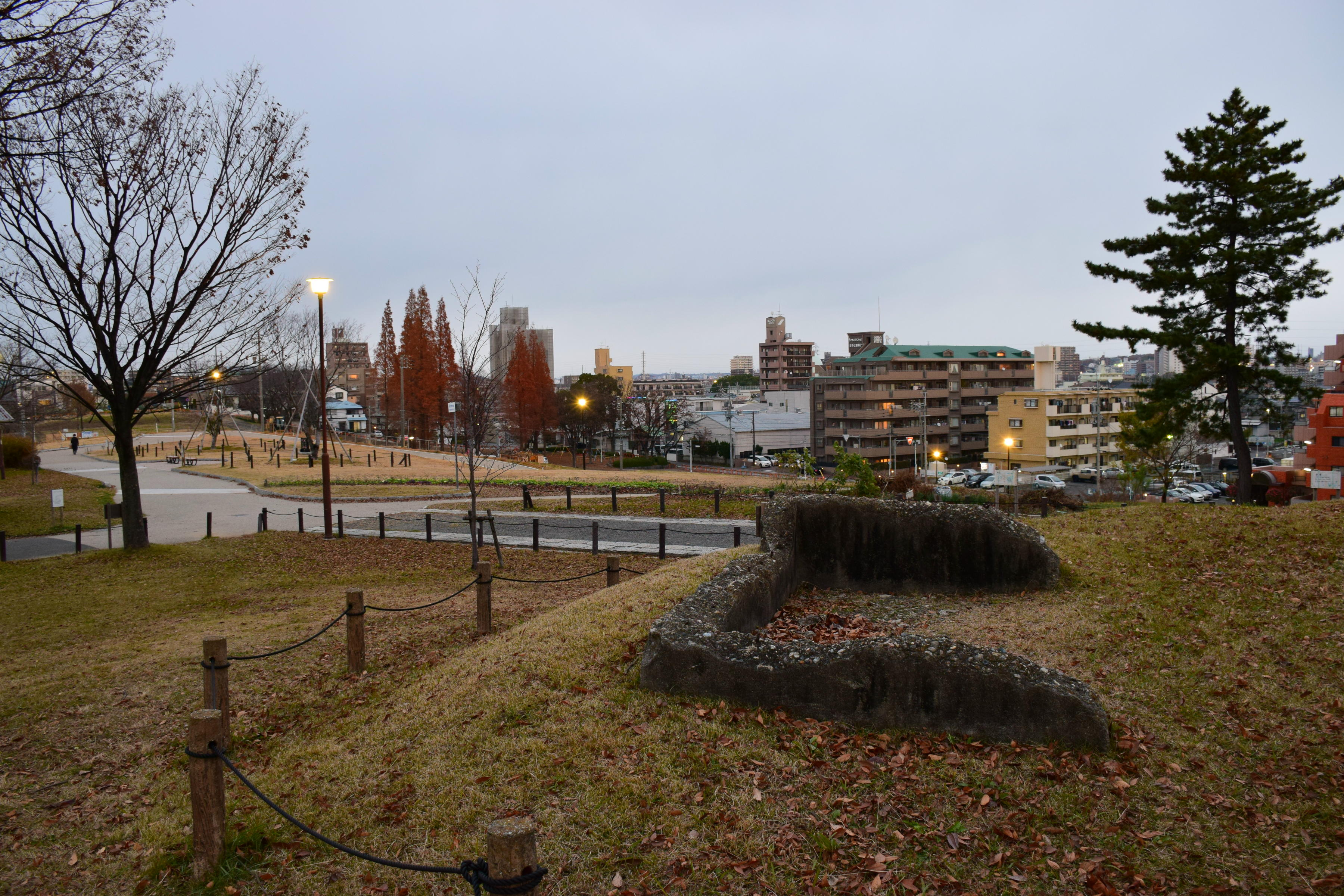
見晴台遺跡公園

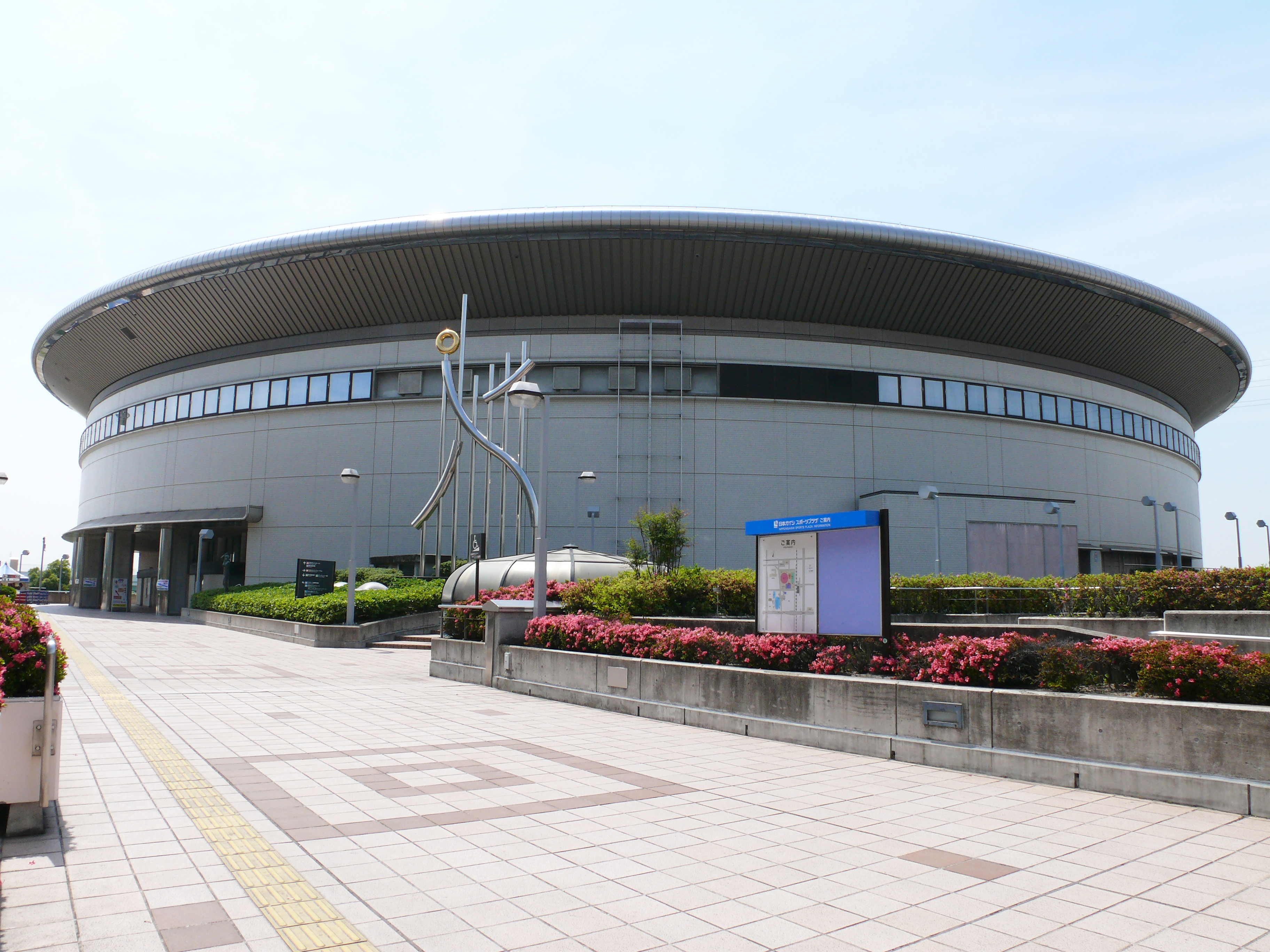
名古屋市総合体育館

### 名所・旧跡
主な城郭
- 星崎城
- 市場城
- 戸部城
- 山崎砦
- 桜中村城
- 戸部一色城
- 帯刀屋敷
- 山崎城
- 新屋敷西城
- 鳥栖城
- 寺部城- 遺構はほとんど残っていないが、「本城中学校」など地名に残っている。

主な寺院
- 安泰寺
- 玉泉寺
- 光照寺
- 善東寺
- 長楽寺 - 尾張三十三観音霊場第4番札所
- 天福寺
- 東宝寺
- 白毫寺
- 笠覆寺 - 尾張四観音の1つ（別称：笠寺観音）
- 地蔵院

主な神社
- 稲葉神社
- 牛毛神社
- 桜神明社
- 富部神社
- 鳥栖神明社
- 鳥栖八剱社
- 星崎宮

主な遺跡
- 笠寺一里塚
- 鳥栖神明社古墳
- 鳥栖八剱社古墳
- 見晴台遺跡

### 観光スポット
公園
- 大江川緑地
- 笠寺公園
- 道徳公園
- 呼続公園

文化施設
- 名古屋市見晴台考古資料館

スポーツ施設
- 名古屋市総合体育館（日本ガイシ スポーツプラザ）
- 名古屋スイミングクラブ

娯楽・宿泊施設
- 湯～とぴあ宝
- 名古屋笠寺ホテル

## 文化・名物

### 祭事・催事
主な催事
- 全日本高等学校選抜ソフトテニス大会
- ジャパン・フィギュア団体戦

## 出身関連著名人

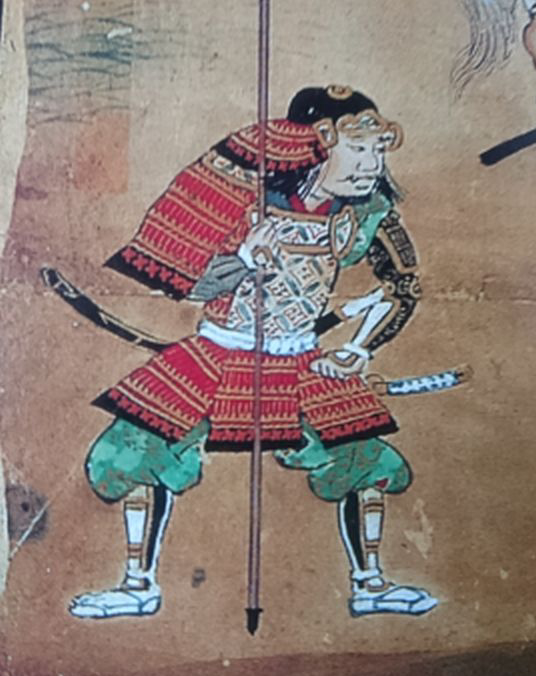
佐久間信盛

### 出身著名人
- 佐久間信盛（戦国武将）
- 上田重安（戦国武将、茶道上田宗箇流流祖）
- 山口重政（戦国武将、常陸国牛久藩初代藩主）
- 田村直美（歌手）
- いとうまい子（女優）
- 岸田メル（イラストレーター）
- 福留宏紀（プロ野球、元オリックス）
- 早川伸吾（お笑い芸人、東国原英夫の一番弟子）
- 伊藤渉（元衆議院議員・元財務副大臣）
- 佐藤景瑚（アイドル、JO1）
- 木全翔也（アイドル、JO1)

### ゆかりのある人物
- きんさんぎんさん（長寿双子姉妹、生まれは隣接区の緑区鳴海町。二人とも南区で天寿を全うした）
- 松原智恵子（女優、桜台高校から東京の菊華高等学校へ転出）
- 松下由樹（女優、北海道名寄市生まれ・笠寺育ち）